# Autobus de Poitiers
Pour les articles homonymes, voir Vitalis.
Le réseau d’autobus de Poitiers dessert la commune de Poitiers et son agglomération. Il est exploité par la régie des transports poitevins (RTP) sous la marque Vitalis depuis le début de l’année 2004.
Il est le successeur du tramway de Poitiers, qui cessa son exploitation en 1946.

## Historique

### Ancien tramway
Un réseau de tramway exploité par la Compagnie des tramways de Poitiers composé de trois lignes a fonctionné entre 1899 et progressivement remplacé entre 1942 et 1948 par des trolleybus.

### ... au trolleybus...
Progressivement ouvert, en même temps que l'ancien réseau de tramway disparaissait, entre 1943 et 1948, ce réseau de deux lignes exploité à l'aide de trolleybus Vétra a fonctionné jusqu'en 1965.

### ... et à l'autobus
Le district de Poitiers, créé en 1965, devient l'autorité organisatrice de transport urbain du réseau le 1er janvier 1977 à la place de la ville de Poitiers.

### La STP
En 1981, la Société des transports poitevins, une société d'économie mixte, est créée.
En juin 1983, mise en service des trois premiers autobus articulés du réseau.
En 1986, mise en place des premiers dispositifs de priorité aux feux sur la ligne « La Pictavienne » et d'oblitérateurs Camp FH 28.
En 1988, le réseau reçoit ses deux premiers Renault R 312, et la livrée change : La livrée à base d'orange et de pare-chocs blancs avec une bande orange laisse place à une livrée blanche à pare-chocs rouge avec l'arrière sur les faces latérales une représentation du centre-ville poitevin et sous et au-dessus des vitres deux bandes jaunes et rouges.
En 1995, le réseau reçoit cinq Heuliez GX 317, ses premiers autobus à plancher surbaissé.
En 1996, le réseau voit la mise en place du système d'aide à l'exploitation baptisé « Aliénor ».
En 1997, le réseau s'étend aux communes de Fontaine-le-Comte et Vouneuil-sous-Biard venant d'intégrer le district de Poitiers.
En 1998, le réseau reçoit 9 Heuliez GX 317 fonctionnant au gaz naturel pour véhicules.
En 1999, un plan de déplacements urbains, nommé « Plan Bleu », est élaboré.
L'année 2000 voit le réaménagement du « Parcobus » (parc relais) Champlain, de l'espace bus et du guichet au dépôt de la STP mais aussi la création du service « Allô bus » et l'ouverture du site internet.
La STP fête ses 20 ans en 2001 à l'occasion de la semaine du transport public et le seuil des 30 bus fonctionnant au gaz naturel pour véhicules est franchi,. Le 3 septembre 2001, une navette est créée afin de desservir le parc du Futuroscope de Poitiers, issue d'un partenariat entre la STP, la communauté d'agglomération de Poitiers, le conseil général de la Vienne et le parc. Le 5 septembre, création du réseau scolaire.
Création du ticket journée le 1er juin 2002. Le 26 août 2002, le réseau est restructuré et est désormais constitué de 13 lignes, seules les lignes 1 et « La Pictavienne » restent inchangées, plus aucune ligne ne fait terminus en centre-ville, le réseau passant d'une organisation en étoile à une organisation en lignes diamétrales, le réseau de lignes à la demande « P'tit Bus » est redéployé atour de 29 lignes et une majoration de l'offre de l'ordre de 300 000 km annuels,,.

### La RTP et Vitalis

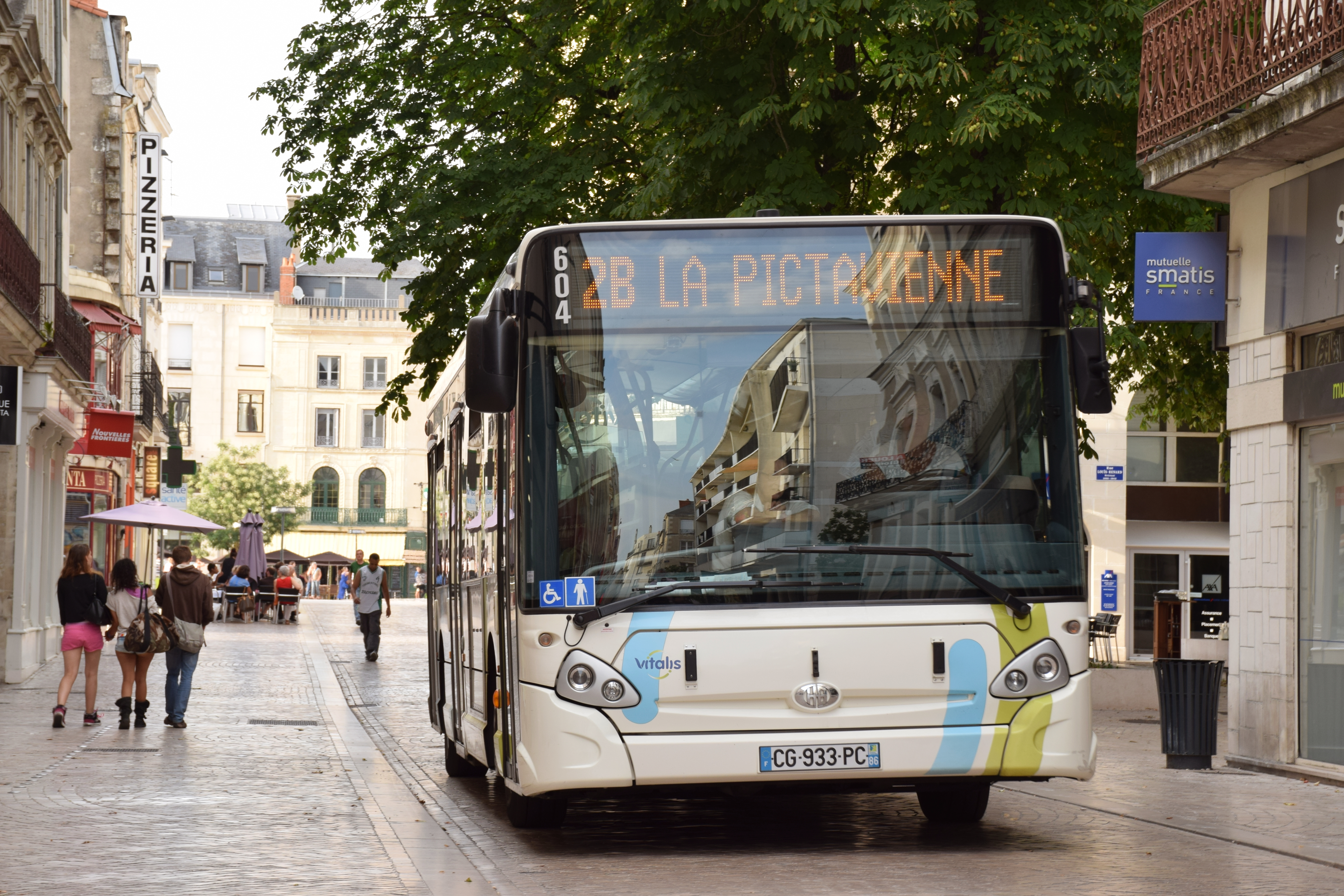
Poitiers Vitalis Heuliez GX 327 GNV no 604 sur la ligne 2B, rue Magenta.

Le 1er juillet 2003, la Régie des transports poitevins, un EPIC, est créé afin de succéder à la STP au 1er janvier 2004 et le réseau est désormais exploité non plus sous le nom de l'exploitant mais sous celui d'une marque commerciale, : « Vitalis » avec pour slogan « Lignes de ville ». La livrée est légèrement adaptée avec le remplacement des logos STP par ceux de Vitalis. Retrait du dernier SC 10 du service commercial.
Le 1er juillet 2004, le Futuroscope est desservie par une ligne régulière, la 9.
Le 1er janvier 2005, les communes de Béruges et Croutelle intègrent la communauté d'agglomération de Poitiers, et le réseau est modifié afin de les desservir. En juin, le « Parcobus » Demi-Lune est réaménagé. En 2005 le réseau reçoit huit Irisbus Citelis 18 fonctionnant au gaz naturel pour véhicules.
En octobre 2009, la communauté d'agglomération de Poitiers passe un appel d'offres pour remplacer le SAIEV « Aliénor ».
Durant l'été 2010, l'identité visuelle du réseau change complètement : Le logo est désormais bleu et vert aux couleurs de la communauté d'agglomération de Poitiers et l'ancienne livrée, héritée de la STP et à peine modifiée depuis 1988, est remplacée par une nouvelle livrée à base de bandes vertes, bleu clair et bleu foncé sur fond blanc. Acquisition de 14 nouveaux bus Heuliez GX 327 Diesel et GNV et 4 Irisbus Citelis 18 GNV. Le 3 juillet 2010 et à la suite de l'avancement du projet « Poitiers Cœur d'agglo » de rénovation du centre-ville poitevin, quatre pôle de correspondances sont créées : Pôle Notre-Dame, Pôle Boncenne, Pôle Pétonnet Hulin et Pôle Carnot/Magenta. Le 30 août 2010, la ligne 1 (Hôtel de ville-Campus) est supprimée et la ligne 9 est restructurée et devient la ligne 1 (Campus-Futuroscope), création d'une ligne 1 Express en heures de pointe et de la navette « Vit'en ville » (entre les « Parcobus » Demi-Lune et Parc des expositions,. Le 14 décembre 2010, création de la navette de centre-ville « Cœur d'agglo » fonctionnant du mardi au samedi.
Le 1er février 2011, le réseau s'équipe du premier bus hybride de France, un Heuliez GX 427 présenté en juin 2010 au salon du Transport public à Paris, qui inaugure la nouvelle livrée du réseau.

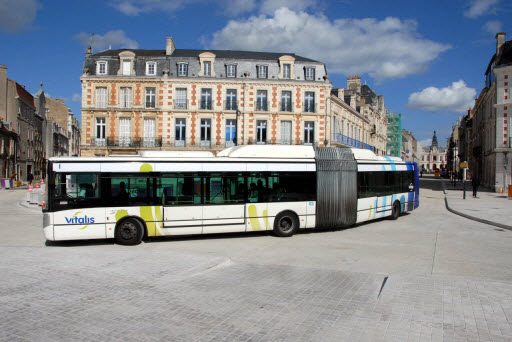
Poitiers Vitalis Irisbus Citelis 18 GNC no 168, en place Aristide Briand.

Le 23 janvier 2012 et durant la reconstruction du viaduc des Rocs, renommé viaduc Léon-Blum à la fin des travaux, une navette est mise en place et exploitée par un bus aménagé pour transporter des vélos. Le 19 mars 2012 et à la suite de l'évolution des travaux dans le centre-ville poitevin, la navette « Cœur d'agglo » est supprimée et remplacée par la ligne 2B (La Pictavienne), et les lignes 2A, 5, 6 et 12 sont modifiées. Depuis cette même année, la navette « Vit'en ville » n'est plus mise en service qu'en cas d'événement particulier comme les soldes, la braderie ou le marché de Noël.
Le 2 janvier 2013, le réseau s'étend à Ligugé, qui intègre l'agglomération, par la ligne 5C. Le 6 juillet 2013, une nouvelle navette de centre-ville est créée afin de desservir les rues où les bus classiques ne peuvent passer. L'année 2013, marque aussi la mise en place du nouveau SEIV remplaçant « Aliénor ».
Le 6 février 2014, le viaduc Léon-Blum est ouvert à la circulation et les lignes 1, 8, 11 ainsi que la ligne dominicale E le traversent, un arrêt étant créé dessus (gare SNCF Léon-Blum) et la navette disparaissant. Cela s'accompagne de la création des lignes 1B et 14, cette dernière remplaçant une partie de la ligne 8.
Le 30 août 2015, le réseau est restructuré, et est constitué de 3 lignes structurantes, nommées lignes Réflex, numérotées de 1 à 3, de lignes de maillage, numérotées de 10 à 17, de lignes de desserte locale, numérotées de 20 à 29, ainsi que de deux lignes express, la 1E et la 31E. Le réseau nocturne est composé de 4 lignes (N1, N2A, N2B et N3) et le réseau dominical est constitué de 5 lignes nommées de A à E. Enfin, le service de bus à la demande "Pti’Bus" est remplacé par "Flex’e-bus".
Le 2 janvier 2018, Vitalis devait adopter un nouveau système de billetterie nommé "Billettique", avec de nouveaux titres de transports : La Carte VPass, une carte rechargeable et personnelle qui peut servir pour des abonnements annuels ou mensuels ou pour des voyages, et le Billet VPass, rechargeable uniquement pour des voyages. Mais la mise en place de ce nouveau système est retardée de quelques semaines par Vitalis. La mise en service est annoncée pour le 1er mars 2018.
En novembre 2023, 2 bus électriques, des Heuliez GX 137E, sont testés sur les lignes 1, 2, 11 et 17, pendant 2 semaines. 

### Identité visuelle

Logo de Vitalis de 2004 à 2010
Logo de Vitalis depuis 2010

## Les parcs relais
Les parcs relais de l'agglomération sont au nombre de 14 et situés à la périphérie de Poitiers. Le principe est de laisser sa voiture gratuitement à l'un de ces parkings et prendre ensuite le bus pour se rendre au centre-ville.
Les 14 parcs relais sont : Béruges Stade, Biard Gymnase, Buxerolles Mairie, Champlain, Demi-Lune, La Gravière, La Hune, Ligugé Gare, Mignaloux Gare, Montmidi, Palais des Congrès, Parc Expo, Poitiers Sud, Salle des sports, Stade Auxances, Téléport 2, Touffenet, Vélodrome et Vouneuil Nougeraie.

## Lignes du réseau
Le réseau Vitalis a été intégralement restructuré le 30 août 2015, et est construit autour de lignes ayant des itinéraires plus directs qu'auparavant et hiérarchisé en fonction de l'offre. Cette restructuration a pour but d'enrayer la stagnation de la fréquentation du réseau.

### Communes desservies
Le reséau Vitalis est long de 283 kilomètres, compte 1146 points d'arrêts et dessert 40 communes de Grand Poitiers à savoir Beaumont Saint-Cyr, Béruges, Biard, Bignoux, Bonnes, Buxerolles, Celle-Lévescault, Chasseneuil-du-Poitou, Chauvigny, Cloué, Coulombiers, Croutelle, Curzay-sur-Vonne, Dissay, Fontaine-le-Comte, Jardres, Jaunay-Marigny, Jazeneuil, La Chapelle-Moulière, La Puye, Lavoux, Ligugé, Liniers, Lusignan, Mignaloux-Beauvoir, Migné-Auxances, Montamisé, Poitiers, Pouillé, Rouillé, Saint-Benoît, Saint-Georges-lès-Baillargeaux, Saint-Julien-l'Ars, Saint-Radegonde, Saint-Sauvant, Sanxay, Savigny-Lévescault, Sèvres-Anxaumont, Tercé et Vouneuil-sous-Biard[Quand ?].
On peut noter que toutes les lignes régulières desservent le centre-ville de Poitiers à l'exception des lignes 10, 20, 27 et 30.

### Lignes structurantes «Réflex»: (1, 2 et 3)
Les lignes structurantes « Réflex » fonctionnent du lundi au samedi. Ces lignes fonctionnent de 6 h à 22 h à raison d'un bus toutes les 10 à 20 minutes entre 7 h à 19 h.
| Ligne | Caractéristiques | Caractéristiques                                                                      | Caractéristiques                                                                      | Caractéristiques                                                                      | Caractéristiques                                                                      | Caractéristiques                                                                      | Caractéristiques                                                                      | Caractéristiques                                                                      | Caractéristiques                                                                      |
| 1     | Miléterie Pâtis ⥋ Futuroscope LPI | Miléterie Pâtis ⥋ Futuroscope LPI                                                     | Miléterie Pâtis ⥋ Futuroscope LPI                                                     | Miléterie Pâtis ⥋ Futuroscope LPI                                                     | Miléterie Pâtis ⥋ Futuroscope LPI                                                     | Miléterie Pâtis ⥋ Futuroscope LPI                                                     | Miléterie Pâtis ⥋ Futuroscope LPI                                                     | Miléterie Pâtis ⥋ Futuroscope LPI                                                     | Miléterie Pâtis ⥋ Futuroscope LPI                                                     |
| ----- | --- | ------------------------------------------------------------------------------------- | ------------------------------------------------------------------------------------- | ------------------------------------------------------------------------------------- | ------------------------------------------------------------------------------------- | ------------------------------------------------------------------------------------- | ------------------------------------------------------------------------------------- | ------------------------------------------------------------------------------------- | ------------------------------------------------------------------------------------- |
| 1     | Ouverture / Fermeture 30 août 2010 / — | Longueur 23 km                                                                        | Durée 54 min                                                                          | Nb. d’arrêts 37                                                                       | Matériel Standards Articulés                                                          | Jours de fonctionnement L, Ma, Me, J, V, S                                            | Jour / Soir / Nuit / Fêtes O / O / O / N                                              | Voy. / an —                                                                           | Exploitant RTP                                                                        |
| 1     | Desserte : - Ligne reliant : le CHU de Poitiers (Milétrie Pâtis) au LP2I de Jaunay-Marigny (Futuroscope LPI) en passant par le campus de l'université de Poitiers, le quartier de Beaulieu, la voie André-Malraux, Notre-Dame, la place Lepetit, la gare SNCF via le viaduc Léon-Blum, le quartier de Bel-Air, le quartier de la Demi-Lune, la Zone Industrielle de la République, le quartier de Grand-Pont (Chasseneuil-du-Poitou), la zone commerciale des Portes du Futur (Chasseneuil-du-Poitou) ainsi que le parc et la zone du Futuroscope. - Principaux arrêts de la ligne : Milétrie Pâtis / Tour Jean Bernard / Maison des Étudiants / Rabelais / Notre Dame / Gare Viaduc / Les Glières / République 1 / Les Portes du Futur / Palais des Congrès / Université / Futuroscope LPI - Desservant : le LP2I, la zone administratif du Futuroscope, le Palais des Congrès du Futuroscope, La Maison des Etudiants, Le Campus "Champlain", Le CHU de Poitiers |                                                                                       |                                                                                       |                                                                                       |                                                                                       |                                                                                       |                                                                                       |                                                                                       |                                                                                       |
| 1     | Autre : - Fréquence : 1 bus toutes les 10 minutes entre Milétrie Pâtis et place Lepetit dans les 2 sens et 1 bus toutes les 10 à 20 minutes entre Milétrie Pâtis et Futuroscope LPI dans les 2 sens en fonction des heures de pointe. Premiers bus à environ 06h10 et derniers à environ 22h20. - Date de dernière mise à jour : 1er septembre 2024. |                                                                                       |                                                                                       |                                                                                       |                                                                                       |                                                                                       |                                                                                       |                                                                                       |                                                                                       |
| 1     | Dernière actualisation : — |                                                                                       |                                                                                       |                                                                                       |                                                                                       |                                                                                       |                                                                                       |                                                                                       |                                                                                       |
| 2 A/B | Ligne circulaire appelée "La Pictavienne" ⥋ Ligne circulaire appelée "La Pictavienne" | Ligne circulaire appelée "La Pictavienne" ⥋ Ligne circulaire appelée "La Pictavienne" | Ligne circulaire appelée "La Pictavienne" ⥋ Ligne circulaire appelée "La Pictavienne" | Ligne circulaire appelée "La Pictavienne" ⥋ Ligne circulaire appelée "La Pictavienne" | Ligne circulaire appelée "La Pictavienne" ⥋ Ligne circulaire appelée "La Pictavienne" | Ligne circulaire appelée "La Pictavienne" ⥋ Ligne circulaire appelée "La Pictavienne" | Ligne circulaire appelée "La Pictavienne" ⥋ Ligne circulaire appelée "La Pictavienne" | Ligne circulaire appelée "La Pictavienne" ⥋ Ligne circulaire appelée "La Pictavienne" | Ligne circulaire appelée "La Pictavienne" ⥋ Ligne circulaire appelée "La Pictavienne" |
| 2 A/B | Ouverture / Fermeture 23 janvier 2012 / — | Longueur 14 km                                                                        | Durée 50 min                                                                          | Nb. d’arrêts 2A : 38 2B : 36                                                          | Matériel Standards Articulés                                                          | Jours de fonctionnement L, Ma, Me, J, V, S                                            | Jour / Soir / Nuit / Fêtes O / O / N / N                                              | Voy. / an —                                                                           | Exploitant RTP                                                                        |
| 2 A/B | Desserte : - Ligne circulaire : (A : Sens horaire, B : Sens antihoraire) appelée "La Pictavienne". Elle relie le lycée Victor-Hugo en passant par la gare SNCF, la Porte de Paris, le quartier des Couronneries, le quartier de Touffenet, le quartier de Beaulieu, la zone commerciale du Grand Large, le quartier des Trois-Cités, le quartier de Saint-Cyprien, le parc de Blossac ainsi que les rues Carnot et Magenta. - Principaux arrêts de la ligne : Lavoisier / Stade / Patinoire / Camille Guérin / Paul Verlaine / Saint-Cyprien / Les Sables / Les Cours / Blossac / Victor Hugo / Aristide Briand / Gare Grand-Cerf / Pont le Nain / Marbourg / Parc Expo / Beaulieu / Lavoisier - Centres-villes desservis : La ligne est en correspondance avec les lignes N2A N2B et A et B. - Desservant : le collège Jean Moulin / le collège et le lycée Camille Guérin / le lycée Victor-Hugo.                                                                |                                                                                       |                                                                                       |                                                                                       |                                                                                       |                                                                                       |                                                                                       |                                                                                       |                                                                                       |
| 2 A/B | Autre : - Fréquence : 1 bus toutes dans 11 minutes dans le sens 2A et 1 bus toutes les 9 minutes dans le sens 2B entre 8h30 et 19h00. Fréquence entre 10 et 20 minutes avant et après ces horaires en fonction de l'heure. Premiers bus à environ 06h20 et derniers à environ 21h55 (passage en N2A et N2B après 21h55). - Date de dernière mise à jour : 2 mai 2020. |                                                                                       |                                                                                       |                                                                                       |                                                                                       |                                                                                       |                                                                                       |                                                                                       |                                                                                       |
| 2 A/B | Dernière actualisation : — |                                                                                       |                                                                                       |                                                                                       |                                                                                       |                                                                                       |                                                                                       |                                                                                       |                                                                                       |
| 3     | Buxerolles Mairie ⥋ Poitiers Sud/ Galeries Sud | Buxerolles Mairie ⥋ Poitiers Sud/ Galeries Sud                                        | Buxerolles Mairie ⥋ Poitiers Sud/ Galeries Sud                                        | Buxerolles Mairie ⥋ Poitiers Sud/ Galeries Sud                                        | Buxerolles Mairie ⥋ Poitiers Sud/ Galeries Sud                                        | Buxerolles Mairie ⥋ Poitiers Sud/ Galeries Sud                                        | Buxerolles Mairie ⥋ Poitiers Sud/ Galeries Sud                                        | Buxerolles Mairie ⥋ Poitiers Sud/ Galeries Sud                                        | Buxerolles Mairie ⥋ Poitiers Sud/ Galeries Sud                                        |
| 3     | Ouverture / Fermeture 30 août 2015 / — | Longueur —                                                                            | Durée 34-42 min                                                                       | Nb. d’arrêts 32 (+2)                                                                  | Matériel Standards                                                                    | Jours de fonctionnement L, Ma, Me, J, V, S                                            | Jour / Soir / Nuit / Fêtes O / O / N / N                                              | Voy. / an —                                                                           | Exploitant RTP                                                                        |
| 3     | Desserte : - Ligne reliant : Buxerolles (Mairie) à la zone commerciale de Poitiers Sud (Poitiers Sud / Galeries Sud) en passant par le vélodrome (Buxerolles), le complexe sportif de la Pépinière, le quartier des Couronneries, le quartier de Touffenet, la voie André-Malraux, Notre-Dame, la place Lepetit, la gare SNCF, la porte de la Madeleine, l'avenue de la Libération, l'avenue du 8-Mai-1945 ainsi que le lycée du Bois-d'Amour. - Principaux arrêts de la ligne : Buxerolles Mairie / Charles de Gaulle / François Mitterrand / Vélodrome / Rondy / Notre Dame / Place Lepetit / Gare Pont Achard / Porte de la Madeleine / Torchaise / Saint-Gervais / Lycée du Bois-d'Amour / Poitiers Sud / [Galeries Sud] (Les arrêts Rue du Bois-d'Amour et Lycée du Bois-d'Amour sont desservis uniquement en période scolaire.) - Desservant : le collège Jules Verne / le lycée du Bois-d'Amour / (régulières, le lycée du Dolmen).                         |                                                                                       |                                                                                       |                                                                                       |                                                                                       |                                                                                       |                                                                                       |                                                                                       |                                                                                       |
| 3     | Autre : - Fréquence : 1 bus toutes les 10 à 20 minutes entre 06h00 et 21h40 en fonction des horaires de pointe dans les 2 sens (passage en N3 après 21h40). - Date de dernière mise à jour : 2 mai 2020. |                                                                                       |                                                                                       |                                                                                       |                                                                                       |                                                                                       |                                                                                       |                                                                                       |                                                                                       |
| 3     | Dernière actualisation : — |                                                                                       |                                                                                       |                                                                                       |                                                                                       |                                                                                       |                                                                                       |                                                                                       |                                                                                       |

### Lignes Express: (1E et 33E)
Les lignes express fonctionnent du lundi au vendredi de 7 h à 19 h en horaire de pointe,. Les lignes express sont reconnaissables avec leurs « E » majuscules ajoutées au numéro de la ligne associée. Elles reprennent le même trajet de leur ligne associée, cependant elles permettent de gagner du temps lors de trajets et d'horaires stratégiques car elles ne desservent pas tous les arrêts et desservent d'autres lieux (Ligne 1E).
| Ligne | Caractéristiques | Caractéristiques                 | Caractéristiques                 | Caractéristiques                 | Caractéristiques                 | Caractéristiques                           | Caractéristiques                         | Caractéristiques                 | Caractéristiques                 |
| 1E    | Notre-Dame ⥋ Futuroscope LPI | Notre-Dame ⥋ Futuroscope LPI     | Notre-Dame ⥋ Futuroscope LPI     | Notre-Dame ⥋ Futuroscope LPI     | Notre-Dame ⥋ Futuroscope LPI     | Notre-Dame ⥋ Futuroscope LPI               | Notre-Dame ⥋ Futuroscope LPI             | Notre-Dame ⥋ Futuroscope LPI     | Notre-Dame ⥋ Futuroscope LPI     |
| ----- | --- | -------------------------------- | -------------------------------- | -------------------------------- | -------------------------------- | ------------------------------------------ | ---------------------------------------- | -------------------------------- | -------------------------------- |
| 1E    | Ouverture / Fermeture 6 février 2014 / — | Longueur —                       | Durée 29 min                     | Nb. d’arrêts 14                  | Matériel Standards Articulés     | Jours de fonctionnement L, Ma, Me, J, V, S | Jour / Soir / Nuit / Fêtes O / O / N / N | Voy. / an —                      | Exploitant RTP                   |
| 1E    | Desserte : - Ligne reliant : le centre-ville de Poitiers (Notre-Dame) au LP2I de Jaunay-Marigny (Futuroscope LPI) en passant par la place Lepetit, la gare SNCF, la porte de Paris, la zone commerciale des Portes du Futur (Chasseneuil-du-Poitou), la zone commerciale des Grands Philambins (Chasseneuil-du-Poitou) ainsi que la zone et le parc du Futuroscope. - Principaux arrêts de la ligne : Notre Dame / Place Lepetit / Gare Grand-Cerf / Les Portes du Futur / Université / Futuroscope LPI - Desservies : le Lycée Pilote Innovant International.         |                                  |                                  |                                  |                                  |                                            |                                          |                                  |                                  |
| 1E    | Autre : - Fréquence : 1 bus toutes les 15 à 40 minutes le matin de 07h15 à 09h30 avec un dernier passage à 13h20 en direction de Futuroscope LPI. 1 bus toutes les 25 à 35 minutes en soirée de 16h05 à 18h35 (dernier bus) et un unique passage le midi à 12h10 en direction de Notre Dame. - Date de dernière mise à jour : 2 mai 2020. |                                  |                                  |                                  |                                  |                                            |                                          |                                  |                                  |
| 1E    | Dernière actualisation : — |                                  |                                  |                                  |                                  |                                            |                                          |                                  |                                  |
| 33E   | Chauvigny Mairie ⥋ Gare Routière | Chauvigny Mairie ⥋ Gare Routière | Chauvigny Mairie ⥋ Gare Routière | Chauvigny Mairie ⥋ Gare Routière | Chauvigny Mairie ⥋ Gare Routière | Chauvigny Mairie ⥋ Gare Routière           | Chauvigny Mairie ⥋ Gare Routière         | Chauvigny Mairie ⥋ Gare Routière | Chauvigny Mairie ⥋ Gare Routière |
| 33E   | Ouverture / Fermeture 28 août 2022 / — | Longueur —                       | Durée 39-48 min                  | Nb. d’arrêts 7                   | Matériel Autocars                | Jours de fonctionnement L, Ma, Me, J, V, S | Jour / Soir / Nuit / Fêtes O / O / N / N | Voy. / an —                      | Exploitant Rapides du Poitou     |
| 33E   | Desserte : - Ligne reliant : Chauvigny (Chauvigny Mairie) au centre-ville de Poitiers (Gare Routière) en passant par la mairie de Chauvigny, le bourg de Chauvigny, le hameau du Chiron Ferré (Chauvigny), le Palais de Justice ainsi que la voie André-Malraux, le quartier de Beaulieu ainsi que le campus de l'université de Poitiers. - Principaux arrêts de la ligne : Chauvigny Mairie / Jardres Terrena / St-Julien Mairie / La Banlègre / Notre Dame / Place Lepetit / Gare Routière - Desservant : le collège Jean Moulin / le collège du Jardin des Plantes. |                                  |                                  |                                  |                                  |                                            |                                          |                                  |                                  |
| 33E   | Autre : - Fréquence : - Sens Chauvigny Mairie → Gare Routière : Départs à 06h10, 07h10 et 08h03 du Lundi au Vendredi. - Sens Gare Routière → Chauvigny Mairie : Départs à 17h15, 17h20, 18h15 et 19h15 du Lundi au Vendredi. - Date de dernière mise à jour : 5 août 2024. |                                  |                                  |                                  |                                  |                                            |                                          |                                  |                                  |
| 33E   | Dernière actualisation : — |                                  |                                  |                                  |                                  |                                            |                                          |                                  |                                  |

### Lignes de maillage: (10 à 17 et O)
Elles fonctionnent du lundi au samedi. Ces lignes fonctionnent de 6 h 30 à 20 h 30 à raison d'un bus toutes les 20 à 30 minutes,.
| Ligne | Caractéristiques | Caractéristiques | Caractéristiques | Caractéristiques | Caractéristiques | Caractéristiques | Caractéristiques | Caractéristiques | Caractéristiques |
| O     | Boucle du centre-ville ⥋ Boucle du centre-ville | Boucle du centre-ville ⥋ Boucle du centre-ville                                                                                | Boucle du centre-ville ⥋ Boucle du centre-ville                                                                                | Boucle du centre-ville ⥋ Boucle du centre-ville                                                                                | Boucle du centre-ville ⥋ Boucle du centre-ville                                                                                | Boucle du centre-ville ⥋ Boucle du centre-ville                                                                                | Boucle du centre-ville ⥋ Boucle du centre-ville                                                                                | Boucle du centre-ville ⥋ Boucle du centre-ville                                                                                | Boucle du centre-ville ⥋ Boucle du centre-ville                                                                                |
| ----- | --- | --- | --- | --- | --- | --- | --- | --- | --- |
| O     | Ouverture / Fermeture 1er avril 2019 / – | Longueur — | Durée 30 min | Nb. d’arrêts 13 | Matériel Minibus | Jours de fonctionnement L, Ma, Me, J, V                                                                                        | Jour / Soir / Nuit / Fêtes O / O / N / N                                                                                       | Voy. / an — | Exploitant Rapides du Poitou                                                                                                   |
| O     | Desserte : - Ligne circulaire : (En service du lundi au vendredi) reliant le centre-ville de Poitiers en passant par la place Lepetit, Notre-Dame, le Palais de Justice, le quartier du Pont-Neuf, la place Aristide Briand ainsi que la gare SNCF. - Principaux arrêts de la ligne : Gare Grand-Cerf → / Place Lepetit → / Notre Dame → / Voie Malraux → / Palais de Justice → / Pont Joubert → / Bajon → / Pont Neuf → / Baptistère Saint-Jean → / Henri Oudin → / Victor Hugo → / Aristide Briand → / Passerelle Accès SNCF → / Gare Grand-Cerf → - Desservant : le lycée Victor-Hugo. | | | | | | | | |
| O     | Autre : - Fréquence : 1 bus toutes les 30 minutes de 7h00 à 20h30. - Date de dernière mise à jour : 17 juillet 2021. | | | | | | | | |
| O     | Dernière actualisation : — | | | | | | | | |
| 10    | Buxerolles — Mairie ⥋ Milétrie — Claudel | Buxerolles — Mairie ⥋ Milétrie — Claudel                                                                                       | Buxerolles — Mairie ⥋ Milétrie — Claudel                                                                                       | Buxerolles — Mairie ⥋ Milétrie — Claudel                                                                                       | Buxerolles — Mairie ⥋ Milétrie — Claudel                                                                                       | Buxerolles — Mairie ⥋ Milétrie — Claudel                                                                                       | Buxerolles — Mairie ⥋ Milétrie — Claudel                                                                                       | Buxerolles — Mairie ⥋ Milétrie — Claudel                                                                                       | Buxerolles — Mairie ⥋ Milétrie — Claudel                                                                                       |
| 10    | Ouverture / Fermeture — / – | Longueur — | Durée 29-35 min | Nb. d’arrêts 31 (+3) | Matériel Standards | Jours de fonctionnement L, Ma, Me, J, V, S, D                                                                                  | Jour / Soir / Nuit / Fêtes O / O / N / O                                                                                       | Voy. / an — | Exploitant RTP |
| 10    | Desserte : - Ligne reliant : Buxerolles (Mairie) au CHU de Poitiers (Milétrie Claudel) en passant par le siège de France 3 Poitou-Charentes, le complexe sportif de la Pépinière, le quartier des Couronneries, le quartier de Saint-Eloi, le quartier de Beaulieu ainsi que le campus de l'université de Poitiers. La ligne est exceptionnellement prolongée 2 fois par jour jusqu'à la Polyclinique de Poitiers (Providence). - Principaux arrêts de la ligne : Buxerolles Mairie / Jules Verne / Marbourg / Olympe de Gouges / Saint-Jacques de Compostelle / Bois Dousset / Jean le Bon / Montpensier / Campus / Tour Jean Bernard / Milétrie Rond-Point / Milétrie Claudel / [Providence] - Desservant : le lycée Saint-Jacques-de-Compostelle. | | | | | | | | |
| 10    | Autre : - Fréquence : 1 bus toutes les 20 à 30 minutes entre 06h05 et 20h30 dans les 2 sens en fonction des horaires de pointe. - Date de dernière mise à jour : 4 septembre 2023. | | | | | | | | |
| 10    | Dernière actualisation : — | | | | | | | | |
| 11    | Migné Rochereaux ↔ Mignaloux ⥋ Aquitaine (Mignaloux — Gare SNCF à certains services) | Migné Rochereaux ↔ Mignaloux ⥋ Aquitaine (Mignaloux — Gare SNCF à certains services)                                           | Migné Rochereaux ↔ Mignaloux ⥋ Aquitaine (Mignaloux — Gare SNCF à certains services)                                           | Migné Rochereaux ↔ Mignaloux ⥋ Aquitaine (Mignaloux — Gare SNCF à certains services)                                           | Migné Rochereaux ↔ Mignaloux ⥋ Aquitaine (Mignaloux — Gare SNCF à certains services)                                           | Migné Rochereaux ↔ Mignaloux ⥋ Aquitaine (Mignaloux — Gare SNCF à certains services)                                           | Migné Rochereaux ↔ Mignaloux ⥋ Aquitaine (Mignaloux — Gare SNCF à certains services)                                           | Migné Rochereaux ↔ Mignaloux ⥋ Aquitaine (Mignaloux — Gare SNCF à certains services)                                           | Migné Rochereaux ↔ Mignaloux ⥋ Aquitaine (Mignaloux — Gare SNCF à certains services)                                           |
| 11    | Ouverture / Fermeture — / – | Longueur — | Durée — | Nb. d’arrêts 45/36/29 | Matériel Standards | Jours de fonctionnement L, Ma, Me, J, V, S                                                                                     | Jour / Soir / Nuit / Fêtes O / O / N / N                                                                                       | Voy. / an — | Exploitant RTP |
| 11    | Desserte : - Ligne reliant : Migné-Auxances (Rochereaux / Stade Auxances) au CHU de Poitiers (Milétrie Laborit) ou à Mignaloux-Beauvoir (rue des Artisans / Mignaloux Gare) en passant par le bourg de Migné-Auxances, le stade de Migné-Auxances, l'avenue de la Loge (Migné-Auxances), le quartier de la Demi-Lune, le quartier de Bel-Air, la gare SNCF via le viaduc Léon-Blum, la place Lepetit, Notre-Dame, la voie André-Malraux, le palais de Justice, le quartier du Pont-Neuf, le quartier de la Pierre Levée, l'avenue Jacques-Coeur, le CHU de Poitiers, la zone économique de Beaubâton ainsi que le bourg de Mignaloux-Beauvoir. - Principaux arrêts de la ligne : [Migné Rochereaux] / [Les Fougères] / Stade Auxances / Les Glières / Gare Viaduc / Place Lepetit / Notre Dame / Palais de Justice / Pasteur / Confort Moderne / Tour Jean Bernard / Miléterie Laborit / [Rue des Artisans] / [Mairie Mignaloux] / [Mignaloux Aquitaine] / [Mignaloux Gare] - Desservant : | | | | | | | | |
| 11    | Autre : - Fréquence : 1 bus toutes les 10 à 40 minutes entre 06h10 et 20h20 dans les 2 sens en fonction des horaires de pointe (passage en N11 après 20h20). - Date de dernière mise à jour : 2 mai 2020. | | | | | | | | |
| 11    | Dernière actualisation : — | | | | | | | | |
| 12    | Biard Gymnase (Caroline Aigle aérodrome de Poitiers à certains services) ⥋ La Hune (Saint-Benoît — Mauroc à certains services) | Biard Gymnase (Caroline Aigle aérodrome de Poitiers à certains services) ⥋ La Hune (Saint-Benoît — Mauroc à certains services) | Biard Gymnase (Caroline Aigle aérodrome de Poitiers à certains services) ⥋ La Hune (Saint-Benoît — Mauroc à certains services) | Biard Gymnase (Caroline Aigle aérodrome de Poitiers à certains services) ⥋ La Hune (Saint-Benoît — Mauroc à certains services) | Biard Gymnase (Caroline Aigle aérodrome de Poitiers à certains services) ⥋ La Hune (Saint-Benoît — Mauroc à certains services) | Biard Gymnase (Caroline Aigle aérodrome de Poitiers à certains services) ⥋ La Hune (Saint-Benoît — Mauroc à certains services) | Biard Gymnase (Caroline Aigle aérodrome de Poitiers à certains services) ⥋ La Hune (Saint-Benoît — Mauroc à certains services) | Biard Gymnase (Caroline Aigle aérodrome de Poitiers à certains services) ⥋ La Hune (Saint-Benoît — Mauroc à certains services) | Biard Gymnase (Caroline Aigle aérodrome de Poitiers à certains services) ⥋ La Hune (Saint-Benoît — Mauroc à certains services) |
| 12    | Ouverture / Fermeture 23 janvier 2012 / — | Longueur — | Durée 26-36 min | Nb. d’arrêts 35/38/30 | Matériel Standards Midibus | Jours de fonctionnement L, Ma, Me, J, V, S                                                                                     | Jour / Soir / Nuit / Fêtes O / O / N / N                                                                                       | Voy. / an — | Exploitant RTP |
| 12    | Desserte : - Ligne reliant : Biard (Gymnase) ou le quartier des Montgorges (Caroline Aigle) à Saint-Benoît (La Hune / Bourg) en passant par la mairie de Biard, le quartier des Montgorges, le quartier de Montmidi, la gare SNCF, le Boulevard de Verdun, le Théâtre Auditorium de Poitiers, la place Lepetit, Notre-Dame, Les Cordeliers, le quartier du Pont-Neuf, la route de Gençay, l'avenue du Général de Gaulle (Saint-Benoît) ainsi que la salle de spectacles de la Hune (Saint-Benoît). - Principaux arrêts de la ligne : [Caroline Aigle] / [Senghor] / Biard Gymnase / Biard Centre / Collège Rabelais → / Montmidi / Gare Pont Achard / Pétonnet-Hulin 2 → / Notre Dame → / ← Victor Hugo / ← T.A.P. /Pasteur / Confort Moderne / Rue d'Artimon / La Hune / [Saint-Benoît Bourg] / [Saint-Benoît Mauroc] - Desservant : le lycée Victor-Hugo. | | | | | | | | |
| 12    | Autre : - Fréquence : 1 bus toutes les 20 à 30 minutes entre 06h50 et 19h45 dans les 2 sens en fonction des horaires de pointe. - Date de dernière mise à jour : 5 août 2024. | | | | | | | | |
| 12    | Dernière actualisation : — | | | | | | | | |
| 13    | Buxerolles Rond Point ⥋ Champlain | Buxerolles Rond Point ⥋ Champlain                                                                                              | Buxerolles Rond Point ⥋ Champlain                                                                                              | Buxerolles Rond Point ⥋ Champlain                                                                                              | Buxerolles Rond Point ⥋ Champlain                                                                                              | Buxerolles Rond Point ⥋ Champlain                                                                                              | Buxerolles Rond Point ⥋ Champlain                                                                                              | Buxerolles Rond Point ⥋ Champlain                                                                                              | Buxerolles Rond Point ⥋ Champlain                                                                                              |
| 13    | Ouverture / Fermeture — / — | Longueur — | Durée 44-52 min | Nb. d’arrêts 47 (+4) | Matériel Standards | Jours de fonctionnement L, Ma, Me, J, V, S, D                                                                                  | Jour / Soir / Nuit / Fêtes O / O / N / O                                                                                       | Voy. / an — | Exploitant RTP |
| 13    | Desserte : - Ligne reliant : Buxerolles (Rond Point) au campus de l'université de Poitiers (Champlain) en passant par la salle des sports de Buxerolles, le quartier du Planty (Buxerolles), la rue de la Vincenderie, la Porte de Paris, la gare SNCF, le Boulevard de Verdun, Lycée Victor-Hugo, le quartier Saint-Cyprien, le quartier des Trois-Cités, la zone commerciale du Grand Large, la Polyclinique de Poitiers ainsi que le Centre hospitalier universitaire de Poitiers. - Principaux arrêts de la ligne : Buxerolles Rond-Point / Salles des Sports / Jules Verne / Buxerolles Mairie / Gare Grand-Cerf / Aristide Briand / Victor Hugo / Blossac / Marie Curie / Provicence / Faculté de Médecine / [Milétrie Rond-Point] / [Tour Jean Bernard] / Champlain - Desservant : le collège Jules Verne / le lycée Victor-Hugo. | | | | | | | | |
| 13    | Autre : - Fréquence : 1 bus toutes les 15 à 30 minutes entre 06h10 et 20h50 dans les 2 sens en fonction des horaires de pointe. - Date de dernière mise à jour : 2 mai 2020. | | | | | | | | |
| 13    | Dernière actualisation : — | | | | | | | | |
| 14    | Petonnet Hulin 2 ⥋ Demi-Lune (La Chaume à certains services) | Petonnet Hulin 2 ⥋ Demi-Lune (La Chaume à certains services)                                                                   | Petonnet Hulin 2 ⥋ Demi-Lune (La Chaume à certains services)                                                                   | Petonnet Hulin 2 ⥋ Demi-Lune (La Chaume à certains services)                                                                   | Petonnet Hulin 2 ⥋ Demi-Lune (La Chaume à certains services)                                                                   | Petonnet Hulin 2 ⥋ Demi-Lune (La Chaume à certains services)                                                                   | Petonnet Hulin 2 ⥋ Demi-Lune (La Chaume à certains services)                                                                   | Petonnet Hulin 2 ⥋ Demi-Lune (La Chaume à certains services)                                                                   | Petonnet Hulin 2 ⥋ Demi-Lune (La Chaume à certains services)                                                                   |
| 14    | Ouverture / Fermeture 6 février 2014 / — | Longueur — | Durée 20-30 min | Nb. d’arrêts 23/28 | Matériel Standards Midibus | Jours de fonctionnement L, Ma, Me, J, V, S                                                                                     | Jour / Soir / Nuit / Fêtes O / O / N / N                                                                                       | Voy. / an — | Exploitant RTP |
| 14    | Desserte : - Ligne reliant : le quartier de la Grange-St-Pierre (La Chaume) ou le quartier de la Demi-Lune au centre-ville de Poitiers (Pétonnet-Hulin 2) en passant par le lycée Nelson-Mandela, le quartier de la Demi-Lune, le quartier de la Blaiserie, le quartier de Bel-Air, le quartier de Montmidi, la gare SNCF, le boulevard de Verdun ainsi que la place Aristide-Briand. - Principaux arrêts de la ligne : La Chaume / Nelson Mandela / Demi-Lune / La Blaiserie / Cité Bel-Air / Montgorges / Montmidi / Blériot / Collège Rabelais / Gare Pont Achard / Aristide Briand → / Pétonnet-Hulin 2 - Desservant : le lycée Nelson Mandela. | | | | | | | | |
| 14    | Autre : - Fréquence : - Sens La Chaume → Pétonnet-Hulin 2 : Départs à 07h30, 08h30, 09h30, 10h30, 13h30, 14h30, 17h00, 18h00 et 18h55 - Sens Pétonnet-Hulin 2 → La Chaume : Départs à 07h20, 07h53, 08h10, 12h15, 12h15, 15h03, 16h10, 17h10, 17h40, 18h10 et 19h15. - Date de dernière mise à jour : 2 septembre 2020. | | | | | | | | |
| 14    | Dernière actualisation : — | | | | | | | | |
| 15    | Petonnet Hulin 1 ⥋ Campus (Centre équestre à certains services) | Petonnet Hulin 1 ⥋ Campus (Centre équestre à certains services)                                                                | Petonnet Hulin 1 ⥋ Campus (Centre équestre à certains services)                                                                | Petonnet Hulin 1 ⥋ Campus (Centre équestre à certains services)                                                                | Petonnet Hulin 1 ⥋ Campus (Centre équestre à certains services)                                                                | Petonnet Hulin 1 ⥋ Campus (Centre équestre à certains services)                                                                | Petonnet Hulin 1 ⥋ Campus (Centre équestre à certains services)                                                                | Petonnet Hulin 1 ⥋ Campus (Centre équestre à certains services)                                                                | Petonnet Hulin 1 ⥋ Campus (Centre équestre à certains services)                                                                |
| 15    | Ouverture / Fermeture 30 août 2015 / — | Longueur — | Durée 20-29 min | Nb. d’arrêts 25/26 | Matériel Standards | Jours de fonctionnement L, Ma, Me, J, V, S                                                                                     | Jour / Soir / Nuit / Fêtes O / O / N / N                                                                                       | Voy. / an — | Exploitant RTP |
| 15    | Desserte : - Ligne reliant : le Centre Équestre de Poitiers ou le campus de l'université de Poitiers (Campus) au centre-ville de Poitiers (Pétonnet-Hulin 1) en passant par le quartier de Beaulieu, le quartier de la Pierre Levée, le quartier du Pont-Neuf, le Lycée Victor-Hugo, Notre-Dame ainsi que le centre commercial des Cordeliers. - Principaux arrêts de la ligne : [Centre Équestre] / Campus / Mariéville / Centre Culturel / Beaulieu / Stade / Confort Moderne / Radio-Londres / Baptistère Saint-Jean / Henri Oudin / Victor Hugo / Écossais / Pétonnet-Hulin 1 / Place Lepetit / Notre Dame → - Desservant : le lycée Victor-Hugo. | | | | | | | | |
| 15    | Autre : - Fréquence : 1 bus toutes les 15 à 30 minutes de 05h35 à 20h25 dans les 2 sens en fonction des horaires de pointe. - Date de dernière mise à jour : 1er septembre 2024. | | | | | | | | |
| 15    | Dernière actualisation : — | | | | | | | | |
| 16    | Edith Augustin ⥋ Vélodrome | Edith Augustin ⥋ Vélodrome | Edith Augustin ⥋ Vélodrome | Edith Augustin ⥋ Vélodrome | Edith Augustin ⥋ Vélodrome | Edith Augustin ⥋ Vélodrome | Edith Augustin ⥋ Vélodrome | Edith Augustin ⥋ Vélodrome | Edith Augustin ⥋ Vélodrome |
| 16    | Ouverture / Fermeture 30 août 2015 / — | Longueur — | Durée 28-32 min | Nb. d’arrêts 24 (+2) | Matériel Standards | Jours de fonctionnement L, Ma, Me, J, V, S                                                                                     | Jour / Soir / Nuit / Fêtes O / O / N / N                                                                                       | Voy. / an — | Exploitant RTP |
| 16    | Desserte : - Ligne reliant : le quartier de Foyer Edith Augustin (Edith Augustin) au quartier de Saint-Eloi ou à Buxerolles (vélodrome) en passant par le quartier de Bel-Air, la gare SNCF via le viaduc Léon-Blum, la place Lepetit, Notre-Dame, la voie André-Malraux, le quartier de Touffenet ainsi que le quartier de Saint-Eloi. - Principaux arrêts de la ligne : Edith Augustin / La Blaiserie / Cité Bel-Air / Gare Viaduc / Place Lepetit / Notre Dame / Parc Expo / Saint-Jacques de Compostelle / Kyoto / Saint-Just / Olympe de Gouges / Vélodrome / [Saint-Eloi] - Desservant : le collège Jean Moulin / le lycée Kyoto / le lycée Saint-Jacques-de-Compostelle. | | | | | | | | |
| 16    | Autre : - Fréquence : 1 bus toutes les 15 à 30 minutes de 06h40 à 20h15 dans les 2 sens en fonction des horaires de pointe. - Date de dernière mise à jour : 4 septembre 2023. | | | | | | | | |
| 16    | Dernière actualisation : — | | | | | | | | |
| 17    | AFT Le Carreau ⥋ Vouneuil — Nougeraie | AFT Le Carreau ⥋ Vouneuil — Nougeraie                                                                                          | AFT Le Carreau ⥋ Vouneuil — Nougeraie                                                                                          | AFT Le Carreau ⥋ Vouneuil — Nougeraie                                                                                          | AFT Le Carreau ⥋ Vouneuil — Nougeraie                                                                                          | AFT Le Carreau ⥋ Vouneuil — Nougeraie                                                                                          | AFT Le Carreau ⥋ Vouneuil — Nougeraie                                                                                          | AFT Le Carreau ⥋ Vouneuil — Nougeraie                                                                                          | AFT Le Carreau ⥋ Vouneuil — Nougeraie                                                                                          |
| 17    | Ouverture / Fermeture 30 août 2015 / — | Longueur — | Durée 37-48 min | Nb. d’arrêts 44/45 | Matériel Standards | Jours de fonctionnement L, Ma, Me, J, V, S                                                                                     | Jour / Soir / Nuit / Fêtes O / O / N / N                                                                                       | Voy. / an — | Exploitant RTP |
| 17    | Desserte : - Ligne reliant : la Zone Industrielle de la République 1 (AFT/Le Carreau) au quartier de Bellejouanne (Pierre Loti) ou à Vouneuil-sous-Biard (Nougeraie) en passant par le lycée Isaac-de-l'Étoile, le quartier de la Grange-St-Pierre, le quartier de la Demi-Lune, le quartier de Bel-Air, l'avenue de Nantes, la porte de Paris, le jardin des plantes, la voie André-Malraux, Notre-Dame, la place Lepetit, la gare SNCF, la porte de la Madeleine, l'avenue de la Libération ainsi que le quartier de Bellejouanne. Le terminus de la ligne a été prolongé jusqu'à l'arrêt "Pôle République" à la rentrée scolaire 2022-2023 - Principaux arrêts de la ligne : AFT/Le Carreau / L'Etoile / La Chaume / Nelson Mandela / Demi-Lune / Corbeille Fleurie / Porte de Paris / Jardin des Plantes / Notre Dame / Place Lepetit / ← Pétonet-Hulin 2 / Gare Pont Achard / Porte de la Madeleine / Torchaise / Bellejouanne / [Pierre Loti] / Vouneuil Nougeraie - Desservant : le collège du Jardin des Plantes / le lycée Nelson Mandela / le collège et le lycée Isaac de l'Étoile. | | | | | | | | |
| 17    | Autre : - Fréquence : 1 bus toutes les 15 à 30 minutes de 06h20 à 19h50 (22h30 entre Place Lepetit et Vouneuil Nougeraie) dans les 2 sens en fonction des horaires de pointe. - Date de dernière mise à jour : 2 septembre 2020. | | | | | | | | |
| 17    | Dernière actualisation : — | | | | | | | | |

### Lignes de desserte locale: (20 à 36)
Elles fonctionnent du lundi au samedi. Ces lignes fonctionnent de 7 h à 20 h à raison d'un bus toutes les 30 à 40 minutes,.
| Ligne | Caractéristiques | Caractéristiques                                               | Caractéristiques                                               | Caractéristiques                                               | Caractéristiques                                               | Caractéristiques                                               | Caractéristiques                                               | Caractéristiques                                               | Caractéristiques                                               |
| 20    | Migné-Les Boisses ⥋ Ecossais | Migné-Les Boisses ⥋ Ecossais                                   | Migné-Les Boisses ⥋ Ecossais                                   | Migné-Les Boisses ⥋ Ecossais                                   | Migné-Les Boisses ⥋ Ecossais                                   | Migné-Les Boisses ⥋ Ecossais                                   | Migné-Les Boisses ⥋ Ecossais                                   | Migné-Les Boisses ⥋ Ecossais                                   | Migné-Les Boisses ⥋ Ecossais                                   |
| ----- | --- | -------------------------------------------------------------- | -------------------------------------------------------------- | -------------------------------------------------------------- | -------------------------------------------------------------- | -------------------------------------------------------------- | -------------------------------------------------------------- | -------------------------------------------------------------- | -------------------------------------------------------------- |
| 20    | Ouverture / Fermeture 30 août 2015 / – | Longueur —                                                     | Durée 21-25 min                                                | Nb. d’arrêts 15/20                                             | Matériel Standards                                             | Jours de fonctionnement L, Ma, Me, J, V, S                     | Jour / Soir / Nuit / Fêtes O / O / N / N                       | Voy. / an —                                                    | Exploitant Rapides du Poitou                                   |
| 20    | Desserte : - Ligne reliant : Migné-Auxances (Migné-Les Boisses) au centre ville de Poitiers en passant par le hameau de Moulinet (Migné-Auxances), le hameau de Pouzioux-la-Jarrie et le collège Joséphine Baker (Vouneuil-sous-Biard), au centre-ville de Poitiers (la gare SNCF via le viaduc Léon-Blum, le boulevard de Verdun, la rue des Écossais ainsi que la rue Gaston-Hulin). Le tracé de la ligne a été modifié à la rentrée scolaire 2022-2023 afin de mieux desservir le nouveau collège Joséphine Baker de Vouneuil-sous-Biard depuis le centre ville de Poitiers. La desserte vers l'ensemble scolaire Isaac de l'Étoile a été supprimée à l'occasion. - Principaux arrêts de la ligne : [Migné-Les Boisses] / [Pourettes] / [Moulinet] / [Les Tailles] / [Tamaris] / Jacques-Yves Cousteau / Le Petit Bois / Joséphine Baker / La Cadoue Larnay / Actiparc Tardiverie / Saint Nicolas / Marcel Dassault / Demi-Lune / Avenue de Nantes / Bel-Air / La Roche / Gare Viaduc / Verdun / Pétonnet Hulin 2 / Ecossais - Desservant : le collège Joséphine BAKER / (régulières, le lycée Victor-Hugo). |                                                                |                                                                |                                                                |                                                                |                                                                |                                                                |                                                                |                                                                |
| 20    | Autre : - Fréquence : - Sens Migné-Les Boisses → Ecossais : Départs à 06h06, 07h05, 07h27, 08h07, 08h37, 09h31*, 10h31*, 12h38*, 13h23, 14h19*, 15h50*,16h13*, 16h45*, 17h22, 17h52 et 18h55 du Lundi au Vendredi. - Sens Migné-Les Boisses → Ecossais : Départs à 09h26 et 13h20 du Samedi. - Sens Ecossais → Migné-Les Boisses : Départs à 06h25, 07h27, 07h56, 08h30*, 09h00*, 10h00*, 12h20, 13h08, 13h43*, 14h40*, 16h15*, 16h40, 17h10, 17h45, 18h14 et 19h15 du Lundi au Vendredi. - Sens Ecossais → Migné-Les Boisses : Départs à 12h20 et 17h00 du Samedi. - Date de dernière mise à jour : 5 août 2024. |                                                                |                                                                |                                                                |                                                                |                                                                |                                                                |                                                                |                                                                |
| 20    | Dernière actualisation : — |                                                                |                                                                |                                                                |                                                                |                                                                |                                                                |                                                                |                                                                |
| 21    | Jaunay George Sand ⥋ Pétonnet Hulin 3 | Jaunay George Sand ⥋ Pétonnet Hulin 3                          | Jaunay George Sand ⥋ Pétonnet Hulin 3                          | Jaunay George Sand ⥋ Pétonnet Hulin 3                          | Jaunay George Sand ⥋ Pétonnet Hulin 3                          | Jaunay George Sand ⥋ Pétonnet Hulin 3                          | Jaunay George Sand ⥋ Pétonnet Hulin 3                          | Jaunay George Sand ⥋ Pétonnet Hulin 3                          | Jaunay George Sand ⥋ Pétonnet Hulin 3                          |
| 21    | Ouverture / Fermeture 30 août 2015 / – | Longueur —                                                     | Durée 41-52 min                                                | Nb. d’arrêts 38/40 (+1)                                        | Matériel Standards                                             | Jours de fonctionnement L, Ma, Me, J, V, S                     | Jour / Soir / Nuit / Fêtes O / O / N / N                       | Voy. / an —                                                    | Exploitant Rapides du Poitou                                   |
| 21    | Desserte : - Ligne reliant : Jaunay-Marigny (Rue George Sand) au centre-ville de Poitiers) (Pétonnet Hulin 3) ou en passant par le centre-ville de Jaunay-Marigny, le LP2I (Jaunay-Marigny), le parc et la zone du Futuroscope, la gare du Futuroscope, le bourg de Chasseneuil-du-Poitou, la gare de Chasseneuil, la zone commerciale des Portes du Futur (Chasseneuil-du-Poitou), le quartier de Grand-Pont (Chasseneuil-du-Poitou), la route de Paris, la porte de Paris, la gare SNCF, le pôle Pétonnet Hulin 3 La ligne a prolongé son terminus vers le centre-ville de Jaunay-Marigny à la rentrée 2022-2023, supprimant la branche de la ligne 30 concernée pour une meilleure desserte. Le terminus "Martigny" a été supprimé, accessible dorénavant en Flex'e-bus vers la ligne 1 à l'arrêt "Portes du Futur" - Principaux arrêts de la ligne : Jaunay George Sand / Chalembert / Futuroscope LPI / Parc de Loisirs / Palais des Congrès / Aréna / [Gare du Futuroscope] / Les Roches de Vert / Mairie Chasseneuil / Rond-Point Charlemagne / Les Portes du Futur / Maison de la Formation / Isaac / Porte de Paris / Gare Grand-Cerf / Écossais → / Pétonnet Hulin 3 - Desservant : L'ensemble scolaire Isaac de l'Etoile, le Lycée Pilote Innovant International / . Le Collège Saint-Exupéry / L’École Paul Éluard. |                                                                |                                                                |                                                                |                                                                |                                                                |                                                                |                                                                |                                                                |
| 21    | Autre : - Fréquence : 1 bus toutes les 10 minutes à 2 heures entre 06h10 et 19h20 dans les 2 sens en fonction des horaires de pointe. - Date de dernière mise à jour : 4 septembre 2023. |                                                                |                                                                |                                                                |                                                                |                                                                |                                                                |                                                                |                                                                |
| 21    | Dernière actualisation : — |                                                                |                                                                |                                                                |                                                                |                                                                |                                                                |                                                                |                                                                |
| 22    | Montamisé — Fousserettes ⥋ Notre-Dame | Montamisé — Fousserettes ⥋ Notre-Dame                          | Montamisé — Fousserettes ⥋ Notre-Dame                          | Montamisé — Fousserettes ⥋ Notre-Dame                          | Montamisé — Fousserettes ⥋ Notre-Dame                          | Montamisé — Fousserettes ⥋ Notre-Dame                          | Montamisé — Fousserettes ⥋ Notre-Dame                          | Montamisé — Fousserettes ⥋ Notre-Dame                          | Montamisé — Fousserettes ⥋ Notre-Dame                          |
| 22    | Ouverture / Fermeture 30 août 2015 / – | Longueur 11 km                                                 | Durée 21-28 min                                                | Nb. d’arrêts 15                                                | Matériel Standards                                             | Jours de fonctionnement L, Ma, Me, J, V, S                     | Jour / Soir / Nuit / Fêtes O / O / N / N                       | Voy. / an —                                                    | Exploitant Rapides du Poitou                                   |
| 22    | Desserte : - Ligne reliant : Montamisé (Fousserettes) au centre-ville de Poitiers (Notre-Dame) en passant par la mairie de Montamisé, le bourg de Montamisé, le hameau du Chiron Ferré (Montamisé), le quartier de Saint-Eloi, le quartier de Touffenet ainsi que la voie André-Malraux. - Principaux arrêts de la ligne : Montamisé Fousserettes / Simone Gault / Rue du Quéroir / Mairie Montamisé / La Gravière / Bourbias / Champ Berland / Chiron Ferré / Tiers-Etat / Croix Saint-Eloi / ← Touffenet / C.P.A.M → / Voie Malraux / Notre Dame - Desservant : |                                                                |                                                                |                                                                |                                                                |                                                                |                                                                |                                                                |                                                                |
| 22    | Autre : - Fréquence : - Sens Montamisé → Notre Dame : Départs à 06h54, 07h19, 07h46, 08h21, 10h05, 11h05, 12h10, 13h22, 14h56, 15h56, 16h54 et 17h55 du Lundi au Vendredi. - Sens Montamisé → Notre Dame : Départs à 09h30 et 14h30 du Samedi. - Sens Notre Dame → Montamisé : Départs à 10h30, 11h30, 12h35, 15h20, 16h20, 17h20, 18h20 et 19h20 du Lundi au Vendredi. - Sens Notre Dame → Montamisé : Départs à 12h00 et 17h50 du Samedi. - Date de dernière mise à jour : 5 août 2024. |                                                                |                                                                |                                                                |                                                                |                                                                |                                                                |                                                                |                                                                |
| 22    | Dernière actualisation : — |                                                                |                                                                |                                                                |                                                                |                                                                |                                                                |                                                                |                                                                |
| 23    | Notre-Dame ⥋ Vaudouzil - [Breuil - Mingot] | Notre-Dame ⥋ Vaudouzil - [Breuil - Mingot]                     | Notre-Dame ⥋ Vaudouzil - [Breuil - Mingot]                     | Notre-Dame ⥋ Vaudouzil - [Breuil - Mingot]                     | Notre-Dame ⥋ Vaudouzil - [Breuil - Mingot]                     | Notre-Dame ⥋ Vaudouzil - [Breuil - Mingot]                     | Notre-Dame ⥋ Vaudouzil - [Breuil - Mingot]                     | Notre-Dame ⥋ Vaudouzil - [Breuil - Mingot]                     | Notre-Dame ⥋ Vaudouzil - [Breuil - Mingot]                     |
| 23    | Ouverture / Fermeture 30 août 2015 / – | Longueur —                                                     | Durée —                                                        | Nb. d’arrêts 13/25                                             | Matériel Midibus                                               | Jours de fonctionnement L, Ma, Me, J, V, S                     | Jour / Soir / Nuit / Fêtes O / O / N / N                       | Voy. / an —                                                    | Exploitant Rapides du Poitou                                   |
| 23    | Desserte : - Ligne reliant : le quartier du Breuil-Mingot ou le quartier de Vaudouzil au centre-ville de Poitiers (Notre-Dame) en passant par le quartier de Touffenet, le lycée du Dolmen, le quartier de Vaudouzil, le quartier de Montbernage, le quartier d'Aboville, le quartier du Pont-Neuf, le Palais de Justice ainsi que la voie André-Malraux. - Principaux arrêts de la ligne : [Breuil Mingot] / [Bois Jallais] / [Route de Bonnes] / [Petit Breuil] / [Châlons] / [Parc Expo] / [Jean Moulin] / ← [Touffenet] / [C.P.A.M] → / [D.G.A.S] / [Catroux] / [Cité Maître] / [Dolmen] / Vaudouzil / Brunettes / Montbernage / Père de la Croix / Gendarmerie / Aboville / Coligny / Bajon / Pont Joubert / Palais de Justice / Voie Malraux / Notre Dame - Desservant : le collège Jean Moulin / le lycée du Dolmen. |                                                                |                                                                |                                                                |                                                                |                                                                |                                                                |                                                                |                                                                |
| 23    | Autre : - Fréquence : - Sens Breuil-Mingot → Notre Dame : Départs à 07h14, 08h06*, 08h35*, 09h15*, 13h36, 14h15*, 15h37*, 16h16* et 18h01* (jusqu'à 10h09 en Flex'e-bus[pas clair]) du Lundi au Vendredi. - Sens Breuil-Mingot → Notre Dame : Départs à 10h00 et 14h00 du Samedi. - Sens Notre-Dame → Breuil-Mingot : Départs à 07h28*, 12h15, 16h30*, 17h15, 18h15, et 19h20* (jusqu'à 15h30 en Flex'e-bus[pas clair]) du Lundi au Vendredi. - Sens Notre-Dame → Breuil-Mingot : Départs à 12h00, et 17h30 du Samedi. - Bus origine/terminus Vaudouzil - Date de dernière mise à jour : 5 août 2024. |                                                                |                                                                |                                                                |                                                                |                                                                |                                                                |                                                                |                                                                |
| 23    | Dernière actualisation : — |                                                                |                                                                |                                                                |                                                                |                                                                |                                                                |                                                                |                                                                |
| 24    | Ligugé — Gare ⥋ Écossais | Ligugé — Gare ⥋ Écossais                                       | Ligugé — Gare ⥋ Écossais                                       | Ligugé — Gare ⥋ Écossais                                       | Ligugé — Gare ⥋ Écossais                                       | Ligugé — Gare ⥋ Écossais                                       | Ligugé — Gare ⥋ Écossais                                       | Ligugé — Gare ⥋ Écossais                                       | Ligugé — Gare ⥋ Écossais                                       |
| 24    | Ouverture / Fermeture 30 août 2015 / — | Longueur 9,3 km                                                | Durée 22-25 min                                                | Nb. d’arrêts 25                                                | Matériel Standards                                             | Jours de fonctionnement L, Ma, Me, J, V, S                     | Jour / Soir / Nuit / Fêtes O / O / N / N                       | Voy. / an —                                                    | Exploitant Rapides du Poitou                                   |
| 24    | Desserte : - Ligne reliant : Ligugé (Ligugé Gare) au centre-ville de Poitiers (la rue des Écossais ainsi que la rue Gaston-Hulin) en passant par le bourg de Ligugé, l'imprimerie de Ligugé, le collège Théophraste-Renaudot (Saint-Benoît), la route de Ligugé, l'avenue de la Libération, la porte de la Madeleine, la gare SNCF, le boulevard de Verdun ainsi que la place Aristide-Briand. - Principaux arrêts de la ligne : Ligugé Gare / ← Jardin Sonning / Givray / Champ Rouge / Maurice Garçon / Fief du Pilier / Imprimerie / Deux Croix / Renaudot / Sécatol / Saint-Martin / Rue de Parigny / ← Rue Saint-Benoît / Trois Bourdons / Torchaise / Jeunes Sourds / La Souche / Porte de la Madeleine / Pont Achard / Gare Pont Achard / Verdun → / ← Passerelle Accès SNCF / A. Briand → / ← TAP / Écossais - Desservant : le collège Renaudot / (régulières, le lycée Victor-Hugo). |                                                                |                                                                |                                                                |                                                                |                                                                |                                                                |                                                                |                                                                |
| 24    | Autre : - Fréquence : - Sens Ligugé Gare → Écossais : Départs à 06h43, 07h14, 07h50, 08h21, 09h35, 13h22, 14h30, 16h54, 18h04 et 19h10 du Lundi au Vendredi. - Sens Ligugé Gare → Écossais : Départs à 10h30 et 13h35 du Samedi. - Sens Écossais → Ligugé Gare : Départs à 07h11, 07h46, 08h24, 10h10, 12h26, 15h00, 15h55, 17h28, 18h35 et 19h40 du Lundi au Vendredi. - Sens Écossais → Ligugé Gare : Départs à 13h00 et 17h00 du Samedi. - Date de dernière mise à jour : 5 août 2024. |                                                                |                                                                |                                                                |                                                                |                                                                |                                                                |                                                                |                                                                |
| 24    | Dernière actualisation : — |                                                                |                                                                |                                                                |                                                                |                                                                |                                                                |                                                                |                                                                |
| 25    | Chantejeau ⥋ Écossais | Chantejeau ⥋ Écossais                                          | Chantejeau ⥋ Écossais                                          | Chantejeau ⥋ Écossais                                          | Chantejeau ⥋ Écossais                                          | Chantejeau ⥋ Écossais                                          | Chantejeau ⥋ Écossais                                          | Chantejeau ⥋ Écossais                                          | Chantejeau ⥋ Écossais                                          |
| 25    | Ouverture / Fermeture 30 août 2015 / — | Longueur —                                                     | Durée 26-28 min                                                | Nb. d’arrêts 26                                                | Matériel Standards                                             | Jours de fonctionnement L, Ma, Me, J, V, S                     | Jour / Soir / Nuit / Fêtes O / O / N / N                       | Voy. / an —                                                    | Exploitant Rapides du Poitou                                   |
| 25    | Desserte : - Ligne reliant : le quartier de Chantejeau au centre-ville de Poitiers (la rue des Écossais ainsi que la rue Gaston-Hulin) en passant par le CFA de Chantejeau (Saint-Benoît), le quartier de la Chaume (Saint-Benoît), le quartier de l'Ermitage (Saint-Benoît), la route de Ligugé, l'avenue de la Libération, la porte de la Madeleine, la gare SNCF, le boulevard de Verdun ainsi que la place Aristide-Briand. - Principaux arrêts de la ligne : Chantejeau / Fief Clairet / Rue des Bruyères / Coquelicots / Hauts de la Chaume / Vieux Moulin / Aqueduc / Magnac / Sécatol / Rue de Parigny / Trois Bourdons / Torchaise / La Souche / Porte de la Madeleine / Pont Achard / Gare Pont Achard / ← Passerelle Accès SNCF / A. Briand → / ← TAP / Écossais - Desservant : (en direct, le collège Renaudot) / (régulières, le lycée Victor-Hugo) / En passant par le CFA de Chantejeau. |                                                                |                                                                |                                                                |                                                                |                                                                |                                                                |                                                                |                                                                |
| 25    | Autre : - Fréquence : 1 bus toutes les 20 minutes à 1 heure 40 entre 07h00 et 19h20 dans les 2 sens en fonction des horaires de pointe. - Sens Chantejeau → Écossais : Départs à 09h25, 10h18, 11h08, 14h12 et 15h10 du Samedi. - Sens Écossais → Chantejeau : Départs à 12h20, 14h40, 17h25 et 18h30 du Samedi. - Date de dernière mise à jour : 5 août 2024. |                                                                |                                                                |                                                                |                                                                |                                                                |                                                                |                                                                |                                                                |
| 25    | Dernière actualisation : — |                                                                |                                                                |                                                                |                                                                |                                                                |                                                                |                                                                |                                                                |
| 27    | Bellejouanne ⥋ Milétrie Rond-Point | Bellejouanne ⥋ Milétrie Rond-Point                             | Bellejouanne ⥋ Milétrie Rond-Point                             | Bellejouanne ⥋ Milétrie Rond-Point                             | Bellejouanne ⥋ Milétrie Rond-Point                             | Bellejouanne ⥋ Milétrie Rond-Point                             | Bellejouanne ⥋ Milétrie Rond-Point                             | Bellejouanne ⥋ Milétrie Rond-Point                             | Bellejouanne ⥋ Milétrie Rond-Point                             |
| 27    | Ouverture / Fermeture 30 août 2015 / — | Longueur —                                                     | Durée 31-36 min                                                | Nb. d’arrêts 33                                                | Matériel Standards                                             | Jours de fonctionnement L, Ma, Me, J, V, S, D                  | Jour / Soir / Nuit / Fêtes O / O / N / O                       | Voy. / an —                                                    | Exploitant Rapides du Poitou                                   |
| 27    | Desserte : - Ligne reliant : le quartier de Bellejouanne et le quartier de Bois de Sapin au CHU de Poitiers (Milétrie Rond-Point) en passant par le lycée du Bois-d'Amour, le quartier de l'Ermitage (Saint-Benoît), le quartier de la Mérigotte (Saint-Benoît), la salle de spectacles de la Hune (Saint-Benoît), la zone commerciale du Grand Large ainsi que la Polyclinique de Poitiers. - Principaux arrêts de la ligne : Bois de Sapin → / ← Bellejouanne / Poitiers Sud / Lycée du Bois-d'Amour / Sécatol / Aqueduc / Triangle d’Or / La Hune / Rue d'Artimon / Vallée Mouton / Pré Médard / Providence / Faculté de Médecine / Tour Jean Bernard / Milétrie Rond-Point - Desservant : le lycée du Bois-d'Amour. |                                                                |                                                                |                                                                |                                                                |                                                                |                                                                |                                                                |                                                                |
| 27    | Autre : - Fréquence : - Sens Milétrie Rond-Point → Bellejouanne : Départs à 06h42, 07h15, 08h02, 08h22, 10h11, 12h16, 12h55, 15h07, 16h50, 17h12, 18h10, 18h56 et 19h30 (jusqu'à 20h00, 21h10 et 21h55 en Flex'e-bus[pas clair]) du Lundi au Vendredi. - Sens Milétrie Rond-Point → Bellejouanne : Départs à (jusqu'à 07h30, 15h07, 21h10 et 21h55 en Flex'e-bus[pas clair]) du Samedi. - Sens Bois de Sapin → Milétrie Rond-Point : Départs à** 07h05, 07h31, 08h12, 09h15, 11h23, 12h05, 12h50, 13h15, 15h58, 17h15, 18h06, 18h40 et 19h10 (Départs de 06h12 et 20h26 assurés en Flex'e-bus) du Lundi au Vendredi. - Sens Bois de Sapin → Milétrie Rond-Point : Départs à** (Départs de 06h12, 13h18 et 20h26 assurés en Flex'e-bus) du Samedi. - Date de dernière mise à jour : 5 août 2024. |                                                                |                                                                |                                                                |                                                                |                                                                |                                                                |                                                                |                                                                |
| 27    | Dernière actualisation : — |                                                                |                                                                |                                                                |                                                                |                                                                |                                                                |                                                                |                                                                |
| 28    | Écossais ⥋ Mairie Fontaine | Écossais ⥋ Mairie Fontaine                                     | Écossais ⥋ Mairie Fontaine                                     | Écossais ⥋ Mairie Fontaine                                     | Écossais ⥋ Mairie Fontaine                                     | Écossais ⥋ Mairie Fontaine                                     | Écossais ⥋ Mairie Fontaine                                     | Écossais ⥋ Mairie Fontaine                                     | Écossais ⥋ Mairie Fontaine                                     |
| 28    | Ouverture / Fermeture 30 août 2015 / — | Longueur —                                                     | Durée 33 min                                                   | Nb. d’arrêts 29                                                | Matériel Standards                                             | Jours de fonctionnement L, Ma, Me, J, V, S                     | Jour / Soir / Nuit / Fêtes O / O / N / N                       | Voy. / an —                                                    | Exploitant Rapides du Poitou                                   |
| 28    | Desserte : - Ligne reliant : Fontaine-le-Comte (Les Lilas) au centre-ville de Poitiers (la rue des Écossais ainsi que la rue Gaston-Hulin) en passant par le bourg de Fontaine-le-Comte, la mairie et le stade de Fontaine-le-Comte, la mairie de Croutelle, le quartier des Hauts de Croutelle, les Galeries de Poitiers Sud, la rue de Chaumont, le quartier de Bellejouane, l'avenue de la Libération, la gare SNCF, le boulevard Solférino ainsi que le boulevard de Verdun. Cette ligne est en correspondance avec la ligne 27 en provenance et vers le CHU de Poitiers à l'arrêt Galeries Sud. - Principaux arrêts de la ligne : Mairie Fontaine / Rue du Stade / Les Lilas / Liberté / St-Exupéry / Route de Poitiers / Rue des Chaumes / Balzac / Place d'Ivoy / Grand’Rue / Croutelle les Hauts / La Berlanderie / Galeries Sud / Route de Poitiers Rocade / Chaumont / Rue des Joncs / Château d’Eau / Torchaise / Jeune Sourds / La Souche / Porte de la Madeleine / Gare Pont Achard / Aristide Briand / ← TAP / Écossais - Desservant : (régulières, le lycée Victor-Hugo). |                                                                |                                                                |                                                                |                                                                |                                                                |                                                                |                                                                |                                                                |
| 28    | Autre : - Fréquence : - Sens Mairie Fontaine → Écossais : Départs à 06h23, 06h46, 07h15, 08h17, 08h45, 10h00, 11h20, 13h19, 14h44 et 17h00 du Lundi au Vendredi. - Sens Mairie Fontaine → Écossais : Départs à 09h25 et 14h15 du Samedi. - Sens Écossais → Mairie Fontaine : Départs à 09h22, 10h37, 12h15, 12h40, 14h05, 15h20, 16h20, 17h40, 18h40 et 19h46 du Lundi au Vendredi. - Sens Écossais → Mairie Fontaine : Départs à 11h25 et 17h35 du Samedi. - Date de dernière mise à jour : 5 août 2024. |                                                                |                                                                |                                                                |                                                                |                                                                |                                                                |                                                                |                                                                |
| 28    | Dernière actualisation : — |                                                                |                                                                |                                                                |                                                                |                                                                |                                                                |                                                                |                                                                |
| 29    | Vouneuil — Boivre ⥋ Pétonnet Hulin 2 | Vouneuil — Boivre ⥋ Pétonnet Hulin 2                           | Vouneuil — Boivre ⥋ Pétonnet Hulin 2                           | Vouneuil — Boivre ⥋ Pétonnet Hulin 2                           | Vouneuil — Boivre ⥋ Pétonnet Hulin 2                           | Vouneuil — Boivre ⥋ Pétonnet Hulin 2                           | Vouneuil — Boivre ⥋ Pétonnet Hulin 2                           | Vouneuil — Boivre ⥋ Pétonnet Hulin 2                           | Vouneuil — Boivre ⥋ Pétonnet Hulin 2                           |
| 29    | Ouverture / Fermeture 30 août 2015 / — | Longueur 8,6 km                                                | Durée 21-25 min                                                | Nb. d’arrêts 22                                                | Matériel Standards                                             | Jours de fonctionnement L, Ma, Me, J, V, S                     | Jour / Soir / Nuit / Fêtes O / O / N / N                       | Voy. / an —                                                    | Exploitant Transdev Poitou-Charentes                           |
| 29    | Desserte : - Ligne reliant : Vouneuil-sous-Biard (Boivre) au centre-ville de Poitiers (Pétonnet-Hulin 1) en passant par le bourg de Vouneuil-sous-Biard, la mairie de Vouneuil-sous-Biard, le hameau de la Gouraudière (Vouneuil-sous-Biard), le hameau de la Gannerie (Vouneuil-sous-Biard), le quartier de la Nougeraie (Vouneuil-sous-Biard), l'avenue de la Libération, la porte de la Madeleine, la gare SNCF, le boulevard de Verdun ainsi que la place Aristide-Briand. - Principaux arrêts de la ligne : Vouneuil Boivre / Les Roitelets / Mairie Vouneuil / Val de Boivre / La Gouraudière / La Grand Vallée / La Gannerie / Cormiers / Vouneuil Nougeraie / Boutinière / Prés Mignons / Château d'eau / Torchaise / La Souche / Porte de la Madeleine / Gare Pont Achard / Pétonnet-Hulin 2 - Desservant : |                                                                |                                                                |                                                                |                                                                |                                                                |                                                                |                                                                |                                                                |
| 29    | Autre : - Fréquence : - Sens Vouneuil-sous-Biard → Poitiers : Départs à 06h52, 07h16, 07h41, 08h21, 09h45, 10h45, 13h22, 14h50, 15h50, 16h58 et 18h03 du Lundi au Vendredi. - Sens Vouneuil-sous-Biard → Poitiers : Départs à 10h20 et 14h10 du Samedi. - Sens Poitiers → Vouneuil-sous-Biard : Départs à 10h15, 11h15, 12h20, 14h20, 15h20, 16h20, 17h27, 18h30 et 19h30 du Lundi au Vendredi. - Sens Poitiers → Vouneuil-sous-Biard : Départs à 12h55 et 17h50 du Samedi. - Date de dernière mise à jour : 5 août 2024. |                                                                |                                                                |                                                                |                                                                |                                                                |                                                                |                                                                |                                                                |
| 29    | Dernière actualisation : — |                                                                |                                                                |                                                                |                                                                |                                                                |                                                                |                                                                |                                                                |
| 30    | Gare du Futuroscope ⥋ Futuroscope LPI | Gare du Futuroscope ⥋ Futuroscope LPI                          | Gare du Futuroscope ⥋ Futuroscope LPI                          | Gare du Futuroscope ⥋ Futuroscope LPI                          | Gare du Futuroscope ⥋ Futuroscope LPI                          | Gare du Futuroscope ⥋ Futuroscope LPI                          | Gare du Futuroscope ⥋ Futuroscope LPI                          | Gare du Futuroscope ⥋ Futuroscope LPI                          | Gare du Futuroscope ⥋ Futuroscope LPI                          |
| 30    | Ouverture / Fermeture 8 février 2021 / — | Longueur —                                                     | Durée 12 min                                                   | Nb. d’arrêts 12                                                | Matériel Minibus                                               | Jours de fonctionnement L, Ma, Me, J, V                        | Jour / Soir / Nuit / Fêtes O / O / N / N                       | Voy. / an —                                                    | Exploitant Rapides du Poitou                                   |
| 30    | Desserte : - Ligne reliant : Navette reliant la gare du Futuroscope au parc et la zone du Futuroscope et au LP2I circulant du lundi au vendredi. Les horaires des navettes correspondant aux horaires des TER en gare du Futuroscope. Changement de nom depuis le 8 juillet 2024, la navette TER+BUS est la ligne 30 en hommage à l'ancienne ligne. - Principaux arrêts de la ligne : Gare du Futuroscope / Montgolfier / Av des Temps / Modernes / Av de l’Europe / Palais des Congrès / 1re Avenue / Gustave Eiffel / Université / Téléport 2 / Parc de Loisirs / Téléport 4 / Futuroscope LPI - Desservant : (régulières, le Lycée Pilote Innovant International, gare du Futuroscope). |                                                                |                                                                |                                                                |                                                                |                                                                |                                                                |                                                                |                                                                |
| 30    | Autre : - Fréquence : - Sens Gare du Futuroscope → Futuroscope LPI : Départs à 07h23, 08h11 et 09h02 du Lundi au Vendredi. - Sens Futuroscope LPI → Gare du Futuroscope : Départs à 16h36, 17h15 et 17h37 du Lundi au Vendredi. - Date de dernière mise à jour : 5 août 2024. |                                                                |                                                                |                                                                |                                                                |                                                                |                                                                |                                                                |                                                                |
| 30    | Dernière actualisation : — |                                                                |                                                                |                                                                |                                                                |                                                                |                                                                |                                                                |                                                                |
| 31    | Béruges Stade ⥋ Pétonnet Hulin 2 — Écossais | Béruges Stade ⥋ Pétonnet Hulin 2 — Écossais                    | Béruges Stade ⥋ Pétonnet Hulin 2 — Écossais                    | Béruges Stade ⥋ Pétonnet Hulin 2 — Écossais                    | Béruges Stade ⥋ Pétonnet Hulin 2 — Écossais                    | Béruges Stade ⥋ Pétonnet Hulin 2 — Écossais                    | Béruges Stade ⥋ Pétonnet Hulin 2 — Écossais                    | Béruges Stade ⥋ Pétonnet Hulin 2 — Écossais                    | Béruges Stade ⥋ Pétonnet Hulin 2 — Écossais                    |
| 31    | Ouverture / Fermeture 2 septembre 2019 / — | Longueur —                                                     | Durée 28-31 min                                                | Nb. d’arrêts 20                                                | Matériel Standards                                             | Jours de fonctionnement L, Ma, Me, J, V, S                     | Jour / Soir / Nuit / Fêtes O / O / N / N                       | Voy. / an —                                                    | Exploitant Transdev Poitou-Charentes                           |
| 31    | Desserte : - Ligne reliant : Béruges (Stade) au centre-ville de Poitiers (Pétonnet-Hulin 2) en passant par la mairie de Béruges, le hameau de la Bourdilière (Béruges), le hameau de Chanteloup (Vouneuil-sous-Biard), le gymnase et la mairie de Biard, le quartier de Montmidi, la gare SNCF, le boulevard de Verdun, la rue des Écossais ainsi que la rue Gaston-Hulin. - Principaux arrêts de la ligne : Béruges Stade / Mairie Béruges / La Bourdilière / Boussais / Chanteloup / Biard Gymnase / Biard Centre / Avenue du Parc / Blériot / Collège Rabelais / Montmidi / Maquis / Soleil Levant / Pont Achard / Gare Pont Achard / Verdun → Pétonnet-Hulin 2 → / ← Passerelle Accès SNCF / ← T.A.P / ← Écossais - Desservant : |                                                                |                                                                |                                                                |                                                                |                                                                |                                                                |                                                                |                                                                |
| 31    | Autre : - Fréquence : - Sens Béruges → Poitiers : Départs à 07h11, 07h42, 08h18, 09h45, 11h15, 13h20, 14h15, 15h40 et 17h55 du Lundi au Vendredi. - Sens Béruges → Poitiers : Départs à 09h30 et 14h17 du Samedi. - Sens Poitiers → Béruges : Départs à 10h30, 12h22, 13h22, 15h00, 16h15, 17h15, 17h40, 18h36 et 19h15 du Lundi au Vendredi. - Sens Poitiers → Béruges : Départs à 12h00 et 17h30 du Samedi. - Date de dernière mise à jour : 5 août 2024. |                                                                |                                                                |                                                                |                                                                |                                                                |                                                                |                                                                |                                                                |
| 31    | Dernière actualisation : — |                                                                |                                                                |                                                                |                                                                |                                                                |                                                                |                                                                |                                                                |
| 33    | Chauvigny Mairie ⥋ Gare Routière | Chauvigny Mairie ⥋ Gare Routière                               | Chauvigny Mairie ⥋ Gare Routière                               | Chauvigny Mairie ⥋ Gare Routière                               | Chauvigny Mairie ⥋ Gare Routière                               | Chauvigny Mairie ⥋ Gare Routière                               | Chauvigny Mairie ⥋ Gare Routière                               | Chauvigny Mairie ⥋ Gare Routière                               | Chauvigny Mairie ⥋ Gare Routière                               |
| 33    | Ouverture / Fermeture 1er août 2020 / — | Longueur —                                                     | Durée 57-64 min                                                | Nb. d’arrêts 17                                                | Matériel Autocars                                              | Jours de fonctionnement L, Ma, Me, J, V, S                     | Jour / Soir / Nuit / Fêtes O / O / N / N                       | Voy. / an —                                                    | Exploitant Rapides du Poitou                                   |
| 33    | Desserte : - Ligne reliant : Chauvigny (Chauvigny Mairie) au centre-ville de Poitiers (Gare Routière) en passant par la mairie de Chauvigny, le bourg de Chauvigny, le hameau du Chiron Ferré (Chauvigny), le Palais de Justice ainsi que la voie André-Malraux, le quartier de Beaulieu ainsi que le campus de l'université de Poitiers. Une ligne 33E a été créée à la rentrée scolaire 2022-2023 afin de réduire les temps de trajet entre Poitiers et Chauvigny en desservant seulement les principaux arrêts de la ligne. - Principaux arrêts de la ligne : Chauvigny Mairie / Les Guiraudières / Jardres Mairie / Jardres Terrena / St-Julien Mairie / St-Julien Gendarmerie / Les Cartes / Sèvres Mairie / La Banlègre / Vallée des Touches / Eglise Mignaloux / Tour Jean Bernard / Maison des Etudiants / Stade → / ← Paul Rébeilleau / Notre Dame / Place Lepetit / Gare Routière - Desservant : le collège Jean Moulin / le collège du Jardin des Plantes. |                                                                |                                                                |                                                                |                                                                |                                                                |                                                                |                                                                |                                                                |
| 33    | Autre : - Fréquence : - Sens Chauvigny Mairie → Gare Routière : Départs à 06h29, 07h04, 08h00, 09h01, 10h56, 12h49, 15h00, 16h10, 17h28 et 18h50 du Lundi au Vendredi. - Sens Chauvigny Mairie → Gare Routière : Départs à 07h58, 13h20 et 17h10 du Samedi. - Sens Gare Routière → Chauvigny Mairie : Départs à 06h48, 07h47, 09h44, 12h15, 13h50, 15h00, 16h19, 16h57, 17h30, 17h57, 18h36 et 20h05 du Lundi au Vendredi. - Sens Gare Routière → Chauvigny Mairie : Départs à 09h08, 12h10 et 18h20 du Samedi. - Date de dernière mise à jour : 5 août 2024. |                                                                |                                                                |                                                                |                                                                |                                                                |                                                                |                                                                |                                                                |
| 33    | Dernière actualisation : — |                                                                |                                                                |                                                                |                                                                |                                                                |                                                                |                                                                |                                                                |
| 35    | Dissay Téléport 9 [Lac St-Cyr, été uniquement] ⥋ Gare Routière | Dissay Téléport 9 [Lac St-Cyr, été uniquement] ⥋ Gare Routière | Dissay Téléport 9 [Lac St-Cyr, été uniquement] ⥋ Gare Routière | Dissay Téléport 9 [Lac St-Cyr, été uniquement] ⥋ Gare Routière | Dissay Téléport 9 [Lac St-Cyr, été uniquement] ⥋ Gare Routière | Dissay Téléport 9 [Lac St-Cyr, été uniquement] ⥋ Gare Routière | Dissay Téléport 9 [Lac St-Cyr, été uniquement] ⥋ Gare Routière | Dissay Téléport 9 [Lac St-Cyr, été uniquement] ⥋ Gare Routière | Dissay Téléport 9 [Lac St-Cyr, été uniquement] ⥋ Gare Routière |
| 35    | Ouverture / Fermeture 1er août 2020 / — | Longueur —                                                     | Durée 37-41 min                                                | Nb. d’arrêts 16 [+1 durant l'été]                              | Matériel Standards Midibus                                     | Jours de fonctionnement L, Ma, Me, J, V, S                     | Jour / Soir / Nuit / Fêtes O / O / N / O                       | Voy. / an + 2 500 passagers                                    | Exploitant Rapides du Poitou                                   |
| 35    | Desserte : - Ligne reliant : Beaumont Saint-Cyr (été uniquement) Dissay (Téléport 9) au centre-ville de Poitiers (Gare Routière) en passant par la mairie de Dissay, le bourg de Dissay, le hameau du Chiron Ferré (Dissay), la zone du Futuroscope, le bourg de Chasseneuil-du-Poitou, la gare de Chasseneuil, la zone commerciale des Portes du Futur (Chasseneuil-du-Poitou), le quartier de Grand-Pont (Chasseneuil-du-Poitou). Cette ligne est en correspondance avec la ligne 1 vers et en provenance du centre-ville de Poitiers et du CHU de Poitiers à l'arrêt Palais des Congrès. La ligne a récupéré la desserte de la ligne 30 entre Jaunay-Marigny et Saint-Georges-lès-Baillargeaux à la rentrée scolaire 2022-2023 à la suite de sa fermeture, tout en renforçant sa cadence. À partir d'été 2023, il remplace la navette de St-Cyr en prolongement du terminus (uniquement l'été à certaines heures) - Principaux arrêts de la ligne : [St-Cyr Lac (été)] / Téléport 9 / ZA Puygremier / Madone / La Mourauderie / Le Château / Dissay Pharmacie / Aillé Fontaine / St Georges Mairie / Rond-Point / Montgolfier / Av. Temps Modernes / Av. de l'Europe / Palais des Congrès / Shenzhen / Grands Philambins / Les Portes du Futur / Le Relais / Grand Pont / Pont Autoroute / Maison de la Formation / Moulin Apparent / Isaac / Route de Paris / Porte de Paris / La Chaussée / Gare Routière - Desservant : L'ensemble scolaire Isaac de l'Etoile |                                                                |                                                                |                                                                |                                                                |                                                                |                                                                |                                                                |                                                                |
| 35    | Autre : - Fréquence : - Sens Téléport 9 → Gare Routière : Départs à 06h59, 07h59, 09h25, 12h59 et 17h45 du Lundi au Vendredi. - Sens Téléport 9 → Gare Routière : Départs à 09h27 et 13h30 du Samedi. - Sens Gare Routière → Téléport 9 : Départs à 06h56, 07h57, 12h30, 16h30, 17h30 et 18h40 du Lundi au Vendredi. - Sens Gare Routière → Téléport 9 : Départs à 12h30 et 17h30 du Samedi. - Date de dernière mise à jour : 5 août 2024. |                                                                |                                                                |                                                                |                                                                |                                                                |                                                                |                                                                |                                                                |
| 35    | Dernière actualisation : — |                                                                |                                                                |                                                                |                                                                |                                                                |                                                                |                                                                |                                                                |
| 36    | Venours-Inrae/Lusignan Gare ⥋ Gare Routière | Venours-Inrae/Lusignan Gare ⥋ Gare Routière                    | Venours-Inrae/Lusignan Gare ⥋ Gare Routière                    | Venours-Inrae/Lusignan Gare ⥋ Gare Routière                    | Venours-Inrae/Lusignan Gare ⥋ Gare Routière                    | Venours-Inrae/Lusignan Gare ⥋ Gare Routière                    | Venours-Inrae/Lusignan Gare ⥋ Gare Routière                    | Venours-Inrae/Lusignan Gare ⥋ Gare Routière                    | Venours-Inrae/Lusignan Gare ⥋ Gare Routière                    |
| 36    | Ouverture / Fermeture 29 août 2022 / — | Longueur —                                                     | Durée 38 min                                                   | Nb. d’arrêts 9-10                                              | Matériel Autocars                                              | Jours de fonctionnement L, Ma, Me, J, V, S                     | Jour / Soir / Nuit / Fêtes O / O / N / N                       | Voy. / an —                                                    | Exploitant Rapides du Poitou                                   |
| 36    | Desserte : - Ligne reliant : Lusignan (Lusignan Centre) au centre-ville de Poitiers (Gare Routière) en passant par Coulombiers, le Sud de Poitiersl'Auchan. - Principaux arrêts de la ligne : [Lycée de Venours] / Lusignan Gare / Plan Vert / Lusignan Bourceron / Pranzay → / ← Cité Belin / Coulombiers Mairie / Fontaine Aquitaine / ZA Chaumont / La Chaussée / Gare Routière - Desservant : le lycée de Venours. |                                                                |                                                                |                                                                |                                                                |                                                                |                                                                |                                                                |                                                                |
| 36    | Autre : - Fréquence : - Sens [Venours-Inrae]/Lusignan Gare → Gare Routière : Départs à 06h00*, 07h00*, 08h03*, 09h15*, 11h15*, 13h30, 15h20*, 16h25, 17h35 et 18h40 du Lundi au Vendredi. - Sens [Venours-Inrae]/Lusignan Gare → Gare Routière : Départs à 08h10 et 13h10 du Samedi. - Sens Gare Routière → [Venours-Inrae]/Lusignan Gare : Départs à 05h57*, 06h55, 07h56, 10h05*, 12h15, 14h25*, 15h20*, 16h25*, 17h30, 18h37* et 20h05* du Lundi au Vendredi. - Sens Gare Routière → [Venours-Inrae]/Lusignan Gare : Départs à 12h15 et 18h30 du Samedi. - Date de dernière mise à jour : 5 août 2024. |                                                                |                                                                |                                                                |                                                                |                                                                |                                                                |                                                                |                                                                |
| 36    | Dernière actualisation : — |                                                                |                                                                |                                                                |                                                                |                                                                |                                                                |                                                                |                                                                |

### Lignes de nuit «Noctambus»: (N2, N3 et N11)
Les lignes « Noctambus » fonctionnent du lundi au dimanche. Elles prennent après 22 h le relais des lignes « Réflex » et ce jusqu'à 1 h du lundi au mercredi et jusqu'à 3 h du jeudi au samedi,
| Ligne  | Caractéristiques | Caractéristiques                                 | Caractéristiques                                 | Caractéristiques                                 | Caractéristiques                                 | Caractéristiques                                 | Caractéristiques                                 | Caractéristiques                                 | Caractéristiques                                 |
| N2 A/B | (Circulaire « La Pictavienne ») ⥋ Victor Hugo | (Circulaire « La Pictavienne ») ⥋ Victor Hugo    | (Circulaire « La Pictavienne ») ⥋ Victor Hugo    | (Circulaire « La Pictavienne ») ⥋ Victor Hugo    | (Circulaire « La Pictavienne ») ⥋ Victor Hugo    | (Circulaire « La Pictavienne ») ⥋ Victor Hugo    | (Circulaire « La Pictavienne ») ⥋ Victor Hugo    | (Circulaire « La Pictavienne ») ⥋ Victor Hugo    | (Circulaire « La Pictavienne ») ⥋ Victor Hugo    |
| ------ | --- | ------------------------------------------------ | ------------------------------------------------ | ------------------------------------------------ | ------------------------------------------------ | ------------------------------------------------ | ------------------------------------------------ | ------------------------------------------------ | ------------------------------------------------ |
| N2 A/B | Ouverture / Fermeture — / — | Longueur 20 km                                   | Durée 60 min                                     | Nb. d’arrêts N2A : 52 N2B : 50                   | Matériel Standards Articulés                     | Jours de fonctionnement L, Ma, Me, J, V, S, D    | Jour / Soir / Nuit / Fêtes N / N / O / O         | Voy. / an —                                      | Exploitant RTP                                   |
| N2 A/B | Desserte : - Ligne circulaire : (A : Sens horaire, B : Sens antihoraire) reliant le lycée Victor-Hugo en passant par le boulevard de Verdun, la gare SNCF, la porte de Paris, le quartier des Couronneries, le quartier de Saint-Eloi, le quartier de Beaulieu, le campus de l'université de Poitiers, l'avenue Jacques-Coeur, le quartier de la Pierre Levée, le quartier des Trois-Cités, le quartier de Saint-Cyprien, le parc de Blossac ainsi que les rues Carnot et Magenta. - Principaux arrêts des lignes : Victor Hugo / Aristide Briand / Gare Grand Cerf / Pont le Nain / Marbourg / Olympe de Gouges / Northampton / Beaulieu → / ← Centre Culturel / Campus / Gymnase / Jacques Cœur / Confort Moderne / Saint-Cyprien / Les Sables / Les Cours / Blossac / Victor Hugo - Centres-villes desservis : La ligne est en correspondance avec les lignes 2A 2B et A et B. |                                                  |                                                  |                                                  |                                                  |                                                  |                                                  |                                                  |                                                  |
| N2 A/B | Autre : - Fréquence : - Sens N2A : Départs à 22h27, 23h34, 00h38, 05h30 et 06h30. - Sens N2B : Départs à 21h55, 23h00, 00h05, 01h10, 05h00 et 06h00 (1 bus en plus à 02h10 le samedi soir) Circulation le dimanche soir de 19h00 à 23h25 dans les 2 sens. - Date de dernière mise à jour : 2 mai 2020. |                                                  |                                                  |                                                  |                                                  |                                                  |                                                  |                                                  |                                                  |
| N2 A/B | Dernière actualisation : — |                                                  |                                                  |                                                  |                                                  |                                                  |                                                  |                                                  |                                                  |
| N3     | Poitiers Sud ⥋ Aristide Briand (sur réservation) | Poitiers Sud ⥋ Aristide Briand (sur réservation) | Poitiers Sud ⥋ Aristide Briand (sur réservation) | Poitiers Sud ⥋ Aristide Briand (sur réservation) | Poitiers Sud ⥋ Aristide Briand (sur réservation) | Poitiers Sud ⥋ Aristide Briand (sur réservation) | Poitiers Sud ⥋ Aristide Briand (sur réservation) | Poitiers Sud ⥋ Aristide Briand (sur réservation) | Poitiers Sud ⥋ Aristide Briand (sur réservation) |
| N3     | Ouverture / Fermeture — / — | Longueur 5,5 km                                  | Durée 13 min                                     | Nb. d’arrêts 15                                  | Matériel Standards                               | Jours de fonctionnement L, Ma, Me, J, V, S       | Jour / Soir / Nuit / Fêtes N / N / O / N         | Voy. / an —                                      | Exploitant RTP                                   |
| N3     | Desserte : - Ligne reliant : la zone commerciale de Poitiers Sud au centre-ville de Poitiers (Aristide Briand) en passant par l'avenue du 8-Mai-1945, l'avenue de la Libération, la porte de la Madeleine, la gare SNCF ainsi que le boulevard de Verdun. - Principaux arrêts de la ligne : Poitiers Sud / Aulnes / Saint-Gervais / Serge Rouault / Trois Bourdons / Torchaise / Jeunes Sourds / La Souche / Porte de la Madeleine / Pont Achard / Gare Pont Achard / Verdun → / ← Passerelle Accès SNCF / ← Pétonnet-Hulin 2 / Aristide Briand - Stations et gares desservies : |                                                  |                                                  |                                                  |                                                  |                                                  |                                                  |                                                  |                                                  |
| N3     | Autre : - Fréquence : - Sens Aristide Briand → Poitiers Sud : Départs à 22h50 et 23h45. - Sens Poitiers Sud → Aristide Briand : Départs à 22h30 et 23h10. - Date de dernière mise à jour : 2 mai 2020. |                                                  |                                                  |                                                  |                                                  |                                                  |                                                  |                                                  |                                                  |
| N3     | Dernière actualisation : — |                                                  |                                                  |                                                  |                                                  |                                                  |                                                  |                                                  |                                                  |
| N11    | Notre-Dame ⥋ Milétrie Laborit | Notre-Dame ⥋ Milétrie Laborit                    | Notre-Dame ⥋ Milétrie Laborit                    | Notre-Dame ⥋ Milétrie Laborit                    | Notre-Dame ⥋ Milétrie Laborit                    | Notre-Dame ⥋ Milétrie Laborit                    | Notre-Dame ⥋ Milétrie Laborit                    | Notre-Dame ⥋ Milétrie Laborit                    | Notre-Dame ⥋ Milétrie Laborit                    |
| N11    | Ouverture / Fermeture — / — | Longueur —                                       | Durée 18 min                                     | Nb. d’arrêts 19                                  | Matériel Standards                               | Jours de fonctionnement J, V                     | Jour / Soir / Nuit / Fêtes N / N / O / N         | Voy. / an —                                      | Exploitant RTP                                   |
| N11    | Desserte : - Ligne reliant : Le centre de Poitiers (Notre-Dame) au CHU de Poitiers (Milétrie Laborit) . Elle reprend le tracé de la ligne 11 avec pour terminus le centre-ville de Poitiers (Notre-Dame) en passant par la voie André-Malraux, le palais de Justice, le quartier du Pont-Neuf, le quartier de la Pierre Levée, l'avenue Jacques-Coeur et le CHU de Poitiers. |                                                  |                                                  |                                                  |                                                  |                                                  |                                                  |                                                  |                                                  |
| N11    | Autre : - Fréquence : - Sens Notre-Dame → Milétrie Laborit : Départ à 21:35, 22:30, 23:30 et 00:30 - Sens Milétrie Laborit → Notre Dame : Départ à 21:10, 22:00, 23:00, 00:00 Ligne circulant seulement le jeudi et le vendredi, elle a été créée spécifiquement pour répondre aux horaires atypiques des personnels du CHU. - Date de dernière mise à jour : 11 août 2024. |                                                  |                                                  |                                                  |                                                  |                                                  |                                                  |                                                  |                                                  |
| N11    | Dernière actualisation : — |                                                  |                                                  |                                                  |                                                  |                                                  |                                                  |                                                  |                                                  |

### Lignes des dimanches et fêtes: (A à E)
Ces lignes fonctionnent de 9 h à 20 h les dimanches et jours fériés.
Le réseau de bus ne fonctionne pas au 1er Mai.
- Les lignes 10, 13 et 27 circulent les dimanches et fêtes, mais en transport à la demande (Flex'e-bus).

| Ligne | Caractéristiques | Caractéristiques                              | Caractéristiques                              | Caractéristiques                              | Caractéristiques                              | Caractéristiques                              | Caractéristiques                              | Caractéristiques                              | Caractéristiques                              |
| A     | (Circulaire « La Pictavienne ») ⥋ Victor Hugo | (Circulaire « La Pictavienne ») ⥋ Victor Hugo | (Circulaire « La Pictavienne ») ⥋ Victor Hugo | (Circulaire « La Pictavienne ») ⥋ Victor Hugo | (Circulaire « La Pictavienne ») ⥋ Victor Hugo | (Circulaire « La Pictavienne ») ⥋ Victor Hugo | (Circulaire « La Pictavienne ») ⥋ Victor Hugo | (Circulaire « La Pictavienne ») ⥋ Victor Hugo | (Circulaire « La Pictavienne ») ⥋ Victor Hugo |
| ----- | --- | --------------------------------------------- | --------------------------------------------- | --------------------------------------------- | --------------------------------------------- | --------------------------------------------- | --------------------------------------------- | --------------------------------------------- | --------------------------------------------- |
| A     | Ouverture / Fermeture — / — | Longueur 20 km                                | Durée 60 min                                  | Nb. d’arrêts 51                               | Matériel Articulés                            | Jours de fonctionnement D                     | Jour / Soir / Nuit / Fêtes O / O / N / O      | Voy. / an —                                   | Exploitant RTP                                |
| A     | Desserte : - Lignes circulaires : (A : Sens horaire, B : Sens antihoraire) reliant le lycée Victor-Hugo en passant par la place Aristide-Briand, la gare SNCF, la porte de Paris, le quartier des Couronneries, le quartier de Saint-Eloi, le quartier de Beaulieu, le campus de l'université de Poitiers, la zone commerciale du Grand Large, le quartier des Trois-Cités, le quartier de Saint-Cyprien, le parc de Blossac ainsi que la rue Carnot. - Principaux arrêts des lignes : Victor Hugo / Aristide Briand / Gare Grand-Cerf / Pont le Nain / Marbourg / Hoche / Saint-Jacques de Compostelle / Beaulieu → / Campus / Pôle Technologique / Paul Verlaine / Saint-Cyprien / Les Sables / Les Cours / Blossac / Victor Hugo - Stations et gares desservies : |                                               |                                               |                                               |                                               |                                               |                                               |                                               |                                               |
| A     | Autre : - Fréquence : 1 bus toutes les 30 minutes entre 7h00 et 18h55 dans les 2 sens (passage en N2A et N2B après 18h55). - Date de dernière mise à jour : 2 mai 2020. |                                               |                                               |                                               |                                               |                                               |                                               |                                               |                                               |
| A     | Dernière actualisation : — |                                               |                                               |                                               |                                               |                                               |                                               |                                               |                                               |
| B     | (Circulaire « La Pictavienne ») ⥋ Victor Hugo | (Circulaire « La Pictavienne ») ⥋ Victor Hugo | (Circulaire « La Pictavienne ») ⥋ Victor Hugo | (Circulaire « La Pictavienne ») ⥋ Victor Hugo | (Circulaire « La Pictavienne ») ⥋ Victor Hugo | (Circulaire « La Pictavienne ») ⥋ Victor Hugo | (Circulaire « La Pictavienne ») ⥋ Victor Hugo | (Circulaire « La Pictavienne ») ⥋ Victor Hugo | (Circulaire « La Pictavienne ») ⥋ Victor Hugo |
| B     | Ouverture / Fermeture — / — | Longueur 20 km                                | Durée 60 min                                  | Nb. d’arrêts 51                               | Matériel Articulés                            | Jours de fonctionnement D                     | Jour / Soir / Nuit / Fêtes O / O / N / O      | Voy. / an —                                   | Exploitant RTP                                |
| B     | Desserte : - Lignes circulaires : (A : Sens horaire, B : Sens antihoraire) reliant le lycée Victor-Hugo en passant par la place Aristide Briand, la gare SNCF, la Porte de Paris, le quartier des Couronneries, le quartier de Saint-Eloi, le quartier de Beaulieu, le campus de l'université de Poitiers, la zone commerciale du Grand Large, le quartier des Trois-Cités, le quartier de Saint-Cyprien, le parc de Blossac ainsi que la rue Carnot. - Principaux arrêts des lignes : Victor Hugo / Aristide Briand / Gare Grand-Cerf / Pont le Nain / Marbourg / Hoche / Saint-Jacques de Compostelle / Beaulieu → / Campus / Pôle Technologique / Paul Verlaine / Saint-Cyprien / Les Sables / Les Cours / Blossac / Victor Hugo - Stations et gares desservies : |                                               |                                               |                                               |                                               |                                               |                                               |                                               |                                               |
| B     | Autre : - Fréquence : 1 bus toutes les 30 minutes entre 7h00 et 18h55 dans les 2 sens (passage en N2A et N2B après 18h55). - Date de dernière mise à jour : 2 mai 2020. |                                               |                                               |                                               |                                               |                                               |                                               |                                               |                                               |
| B     | Dernière actualisation : — |                                               |                                               |                                               |                                               |                                               |                                               |                                               |                                               |
| C     | La Chaume ⥋ Milétrie - Claudel | La Chaume ⥋ Milétrie - Claudel                | La Chaume ⥋ Milétrie - Claudel                | La Chaume ⥋ Milétrie - Claudel                | La Chaume ⥋ Milétrie - Claudel                | La Chaume ⥋ Milétrie - Claudel                | La Chaume ⥋ Milétrie - Claudel                | La Chaume ⥋ Milétrie - Claudel                | La Chaume ⥋ Milétrie - Claudel                |
| C     | Ouverture / Fermeture — / — | Longueur —                                    | Durée —                                       | Nb. d’arrêts 49                               | Matériel Standards                            | Jours de fonctionnement D                     | Jour / Soir / Nuit / Fêtes O / O / N / O      | Voy. / an —                                   | Exploitant RTP                                |
| C     | Desserte : - Ligne reliant : le quartier de la Grange-St-Pierre (La Chaume) au CHU de Poitiers (Milétrie Claudel) en passant par le quartier de la Blaiserie, le quartier de Bel-Air, le quartier de Montmidi, la gare SNCF, la place Lepetit, Notre-Dame, la voie André-Malraux, le palais de Justice, le quartier du Pont-Neuf, le quartier de la Pierre Levée ainsi que la polyclinique de Poitiers. - Principaux arrêts de la ligne : La Chaume / La Blaiserie / Capitaine Bès / Montmidi / Maquis / Gare Pont Achard / Notre Dame / Pont Joubert / Confort Moderne / Camille Guérin / Gibauderie / Tour Jean Bernard / Milétrie Claudel - Stations et gares desservies : |                                               |                                               |                                               |                                               |                                               |                                               |                                               |                                               |
| C     | Autre : - Fréquence : 1 bus toutes les 35 minutes à 2 heures entre 09h50 et 19h40 dans les 2 sens en fonction des horaires de pointe (certains bus sont en Flex'e-bus). - Date de dernière mise à jour : 2 mai 2020. |                                               |                                               |                                               |                                               |                                               |                                               |                                               |                                               |
| C     | Dernière actualisation : — |                                               |                                               |                                               |                                               |                                               |                                               |                                               |                                               |
| D     | Buxerolles — Bourg ⥋ Poitiers Sud | Buxerolles — Bourg ⥋ Poitiers Sud             | Buxerolles — Bourg ⥋ Poitiers Sud             | Buxerolles — Bourg ⥋ Poitiers Sud             | Buxerolles — Bourg ⥋ Poitiers Sud             | Buxerolles — Bourg ⥋ Poitiers Sud             | Buxerolles — Bourg ⥋ Poitiers Sud             | Buxerolles — Bourg ⥋ Poitiers Sud             | Buxerolles — Bourg ⥋ Poitiers Sud             |
| D     | Ouverture / Fermeture — / — | Longueur —                                    | Durée —                                       | Nb. d’arrêts 40/50                            | Matériel Standards                            | Jours de fonctionnement D                     | Jour / Soir / Nuit / Fêtes O / O / N / O      | Voy. / an —                                   | Exploitant RTP                                |
| D     | Desserte : - Ligne reliant : Buxerolles (Bourg) à la zone commerciale de Poitiers Sud en passant par l'avenue des Temps-Modernes (Buxerolles), la salle des sports de Buxerolles, la mairie de Buxerolles, le quartier du Planty (Buxerolles), l'avenue François-Mitterrand (Buxerolles), le vélodrome (Buxerolles), le complexe sportif de la Pépinière, le quartier des Couronneries, le quartier de Touffenet, le quartier de Vaudouzil, la voie André-Malraux, Notre-Dame, la place Lepetit, la gare SNCF, la porte de la Madeleine, l'avenue de la Libération, le quartier de Bellejouanne, ainsi que l'avenue du 8-Mai-1945. - Principaux arrêts de la ligne : Buxerolles Bourg / Buxerolles Rond-Point / Terrageaux / Salle des Sports / Buxerolles Mairie / Charles de Gaulle / Vélodrome / Marbourg / Notre Dame / Gare Pont Achard / Torchaise / [Bellejouanne] / Saint-Gervais / Poitiers Sud - Stations et gares desservies : |                                               |                                               |                                               |                                               |                                               |                                               |                                               |                                               |
| D     | Autre : - Fréquence : 1 bus toutes les 30 minutes à 2 heures entre 09h05 et 20h05 dans les 2 sens en fonction des horaires de pointe. - Date de dernière mise à jour : 2 mai 2020. |                                               |                                               |                                               |                                               |                                               |                                               |                                               |                                               |
| D     | Dernière actualisation : — |                                               |                                               |                                               |                                               |                                               |                                               |                                               |                                               |
| E     | Ecossais ⥋ Futuroscope LPI | Ecossais ⥋ Futuroscope LPI                    | Ecossais ⥋ Futuroscope LPI                    | Ecossais ⥋ Futuroscope LPI                    | Ecossais ⥋ Futuroscope LPI                    | Ecossais ⥋ Futuroscope LPI                    | Ecossais ⥋ Futuroscope LPI                    | Ecossais ⥋ Futuroscope LPI                    | Ecossais ⥋ Futuroscope LPI                    |
| E     | Ouverture / Fermeture — / — | Longueur —                                    | Durée —                                       | Nb. d’arrêts 39 (37/41)                       | Matériel Standards                            | Jours de fonctionnement D                     | Jour / Soir / Nuit / Fêtes O / O / N / O      | Voy. / an —                                   | Exploitant RTP                                |
| E     | Desserte : - Ligne reliant : le centre-ville de Poitiers (Écossais) au LP2I de Jaunay-Marigny (Futuroscope LPI) en passant par le Théâtre Auditorium de Poitiers, la gare SNCF via le viaduc Léon-Blum, le quartier de Bel-Air, le quartier de la Demi-Lune, la zone industrielle de la République, le quartier de Grand-Pont (Chasseneuil-du-Poitou), la zone commerciale des Portes du Futur (Chasseneuil-du-Poitou), la gare du Futuroscope ainsi que le parc et la zone du Futuroscope. - Principaux arrêts de la ligne : Écossais / T.A.P → / Gare Viaduc / Les Glières / République 1 / Les Portes du Futur / Montgolfier / [Gare du Futuroscope] / Palais des Congrès / Téléport 2 / Futuroscope LPI - Stations et gares desservies : |                                               |                                               |                                               |                                               |                                               |                                               |                                               |                                               |
| E     | Autre : - Fréquence : 1 bus toutes les 2 heures en moyenne entre 07h55 et 21h40 dans les 2 sens. - Date de dernière mise à jour : 2 mai 2020. |                                               |                                               |                                               |                                               |                                               |                                               |                                               |                                               |
| E     | Dernière actualisation : — |                                               |                                               |                                               |                                               |                                               |                                               |                                               |                                               |

### Transport à la demande
L'ancien service de transport à la demande « P'tit bus » est remplacé en 2015 par « Flex'e-bus » (prononcer : Flex-i-bus). Le service est présent dans la plupart des communes du Grand-Poitiers, en rabattement sur la ligne régulière la plus proche.
Ce service nécessite une réservation obligatoire. Chaque arrêt est associé à un code qu'il faut renseigner pour définir le parcours souhaité. Ces bus circulent selon des horaires prédéfinis qui font le trajet entre l'arrêt choisi lors de la réservation et l'arrêt de la ligne régulière la plus proche.

### Navettes
Le réseau Vitalis a mis en place des navettes reliant différents points de l'agglomération de Poitiers :
| Ligne                 | Points de Rabattement |
| --------------------- | --- |
| La Citadine           | Navette circulaire desservant exclusivement le centre-ville et le quartier de la Mérigotte en véhicule électrique roulant du mardi au samedi. Elle peut transporter jusqu'à 5 passagers.                       |
| Vit'en Ville          | Navette mise en place lors d’événements particuliers se déroulant en centre-ville de Poitiers au départ des différents parc relais.                                                                            |
| Hôtels du Futuroscope | Navette reliant les hôtels du Futuroscope au parc du Futuroscope. Ces navettes circulent les samedis, dimanches et jours fériés en période scolaire ainsi que tous les jours en période de vacances scolaires. |
| Navettes              | Les navettes entre la gare routière de Poitiers et l'Aéroport de Poitiers-Biard sont proposés par la société des Rapides du Poitou.                                                                            |

## Lignes scolaires, primaires et navettes
Les scolaires sont définies de sorte que les collèges et lycées de Grand Poitiers soient reliés à leur commune de rattachement.

### Lignes de transport scolaire
Le réseau dispose de 122 lignes scolaires desservant les différents collèges et lycées de Grand Poitiers. Elles sont ouvertes à tous les publics, scolaires ou non.

### Lignes S1 à S456
| Ligne | Parcours                                                         | Période                | Établissements |
| ----- | ---------------------------------------------------------------- | ---------------------- | --- |
| S1    | Cité Bel Air ↔ Jardin des Plantes                                | L, Ma, Me, J, V        | - le collège du Jardin des Plantes. |
| S2    | Martigny / Le Bas Village ↔ Jardin des Plantes                   | L, Ma, Me, J, V        | - le collège du Jardin des Plantes, - Ensemble scolaire Isaac de l'Étoile |
| S3    | Palais des Congrès ↔ Jardin des Plantes                          | L, Ma, Me, J, V        | - le collège du Jardin des Plantes. |
| S10   | Rte de la Vallée(le Parc) ↔ Renaudot                             | L, Ma, Me, J, V        | - le collège Renaudot. |
| S10a  | Les Barberies ↔ Renaudot                                         | L, Ma, Me, J, V        | - le collège Renaudot. |
| S11   | L’ Audemont ↔ Renaudot                                           | L, Ma, Me, J, V        | - le collège Renaudot. |
| S13   | Mirande ↔ Renaudot                                               | L, Ma, Me, J, V        | - le collège Renaudot. |
| S14   | Cimeau ↔ Renaudot                                                | L, Ma, Me, J, V        | - le collège Renaudot. |
| S15   | Ligugé Gare ↔ Renaudot                                           | L, Ma, Me, J, V        | - le collège Renaudot. |
| S16   | Vouneuil Boivre ↔ Renaudot                                       | L, Ma, Me, J, V        | - le collège Renaudot. |
| S17   | Berlonnière ↔ Renaudot                                           | L, Ma, Me, J, V        | - le collège Renaudot. |
| S18   | Bellejouanne / Bois de Sapin ↔ Renaudot ou Lycée du Bois d'Amour | L, Ma, Me, J, V        | - le collège Renaudot. - desservant le lycée du Bois-d'Amour. |
| S19   | Sablette ↔ Renaudot                                              | L, Ma, Me, J, V        | - le collège Renaudot. - desservant le lycée du Bois-d'Amour. |
| S20   | Grand Rue ↔ Lycée du Bois d'Amour                                | L, Ma, Me, J, V        | - le lycée du Bois-d'Amour. |
| S21   | Ligugé Gare ↔ Lycée du Bois d'Amour / Renaudot                   | L, Ma, Me, J, V        | - le lycée du Bois-d'Amour. |
| S22   | - Grand Rue ↔ Lycée du Bois d'Amour - Bois Renard ↔ Renaudot     | - L, Ma, Me, J, V - Me | - le lycée du Bois-d'Amour. - le collège Renaudot. |
| S23   | Grand Rue ↔ Lycée du Bois d'Amour                                | L, Ma, Me, J, V        | - le lycée du Bois-d'Amour. |
| S30   | Nimègue ↔ Nelson Mandela                                         | L, Ma, Me, J, V        | - le lycée Nelson Mandela. - le collège et le lycée Isaac de l'Étoile. |
| S31   | Tourmaline ↔ Nelson Mandela                                      | L, Ma, Me, J, V        | - le lycée Nelson Mandela. - le collège et le lycée Isaac de l'Étoile. |
| S32   | Les Lilas ↔ L'Étoile                                             | L, Ma, Me, J, V        | - le lycée Nelson Mandela. - le collège et le lycée Isaac de l'Étoile. |
| S33   | Champlain ↔ L'Étoile                                             | L, Ma, Me, J, V        | - le lycée Nelson Mandela. - le collège et le lycée Isaac de l'Étoile. |
| S34   | Champlain ↔ L'Étoile                                             | L, Ma, Me, J, V        | - le lycée Nelson Mandela. - le collège et le lycée Isaac de l'Étoile. |
| S35   | Montamisé-Charassé ↔ Nelson Mandela                              | L, Ma, Me, J, V        | - le lycée Nelson Mandela. - le collège et le lycée Isaac de l'Étoile. |
| S36   | Saint-Laurent ↔ L'Étoile                                         | L, Ma, Me, J, V        | - le lycée Nelson Mandela. - le collège et le lycée Isaac de l'Étoile. |
| S37*  | Le Petit Bois ↔ L'Étoile                                         | L, Ma, Me, J, V        | - le lycée Nelson Mandela. - le collège et le lycée Isaac de l'Étoile. |
| S38   | Route de Nouaillé ↔ Champlain                                    | L, Ma, Me, J, V        | - le lycée Nelson Mandela. - le collège et le lycée Isaac de l'Étoile. |
| S40   | Migné Limbre/Rue du Moulin ↔ Collège Rabelais                    | L, Ma, Me, J, V        | - le collège Rabelais. |
| S41   | Chardonchamp ↔ Collège Rabelais                                  | L, Ma, Me, J, V        | - le collège Rabelais. |
| S42   | Tourmaline ↔ Collège Rabelais                                    | L, Ma, Me, J, V        | - le collège Rabelais. |
| S43   | Vouneuil-CREPS ↔ Collège Rabelais / Écossais                     | L, Ma, Me, J, V        | - le collège Rabelais. |
| S45   | L’ Audemont ↔ Collège Rabelais                                   | L, Ma, Me, J, V        | - le collège Rabelais. |
| S47   | Rue des Chaumes/St-Exupéry ↔ Collège Rabelais                    | L, Ma, Me, J, V        | - le collège Rabelais. |
| S50   | Saint-Laurent ↔ Écossais                                         | L, Ma, Me, J, V        | - le collège de la Providene. - le collège Henri IV. |
| S51   | Le Lac / Route de Sanxay ↔ Écossais                              | L, Ma, Me, J, V        | - le collège de la Providene. - le collège Henri IV. |
| S52   | Vouneuil Boivre ↔ Écossais                                       | L, Ma, Me, J, V        | - le collège de la Providene. - le collège Henri IV. |
| S53   | Moulinet ↔ Écossais                                              | L, Ma, Me, J, V        | - le collège de la Providene. - le collège Henri IV. |
| S54   | Le Lac ↔ A. Briand                                               | L, Ma, Me, J, V        | - le lycée Victor-Hugo. |
| S56   | Beauvoir ↔ A. Briand                                             | L, Ma, Me, J, V        | - le lycée Victor-Hugo. |
| S57   | Le Petit Bois ↔ Écossais                                         | L, Ma, Me, J, V        | - le collège de la Providene. - le collège Henri IV. |
| S60   | Les Bruères ↔ Lycée Camille Guérin                               | L, Ma, Me, J, V        | - le lycée Victor-Hugo. - le collège et le lycée Camille Guérin. |
| S61   | Les Bruères ↔ France Bloch Serazin / Lycée Camille Guérin        | L, Ma, J, V            | - le lycée Victor-Hugo. - le collège et le lycée Camille Guérin. - le collège France Bloch-Sérazin.                                                                               |
| S62   | Saint-Benoit ↔ Lycée Camille Guérin                              | L, Ma, Me, J, V        | - le lycée Victor-Hugo. - le collège et le lycée Camille Guérin. - le collège Ronsard.                                                                                            |
| S63   | Mignaloux Gare ↔ France Bloch Serazin                            | L, Ma, Me, J, V        | - le collège France Bloch-Sérazin. |
| S64   | Le Parc ↔ France Bloch Serazin                                   | L, Ma, Me, J, V        | - le collège France Bloch-Sérazin. |
| S70   | Montamisé-Charassé ↔ Jean Moulin                                 | L, Ma, Me, J, V        | - le collège Jean Moulin. - le lycée Kyoto. - le lycée Réaumur. - le lycée Aliénor d'Aquitaine. - le lycée Saint-Jacques-de-Compostelle.                                          |
| S71   | Montamisé-Charassé ↔ Jean Moulin                                 | L, Ma, Me, J, V        | - le collège Jean Moulin. - le lycée Kyoto. - le lycée Réaumur. - le lycée Aliénor d'Aquitaine. - le lycée Saint-Jacques-de-Compostelle.                                          |
| S72   | Montamisé Fousserettes ↔ St-Jacques de Compostelle               | L, Ma, Me, J, V        | - le collège Jean Moulin. - le lycée Aliénor d'Aquitaine. |
| S73   | Béruges Stade ↔ St-Jacques de Compostelle                        | L, Ma, Me, J, V        | - le collège et le lycée Camille Guérin. - le lycée Kyoto. - le collège Jean Moulin. - le lycée Réaumur. - le lycée Aliénor d'Aquitaine. - le lycée Saint-Jacques-de-Compostelle. |
| S74   | Mignaloux Gare ↔ Alienor d'Aquitaine                             | L, Ma, Me, J, V        | - le lycée Aliénor d'Aquitaine. |
| S80   | Vallée de Lion ↔ Futuroscope LPI                                 | L, Ma, Me, J, V        | - le Lycée pilote innovant international. |
| S81   | Chardonchamp ↔ Futuroscope LPI                                   | L, Ma, Me, J, V        | - le Lycée pilote innovant international. |
| S92   | Tourmaline ↔ Collège Joséphine Baker                             | L, Ma, Me, J, V        | - le collège Joséphine Baker. |
| S95   | Chardonchamp ↔ Collège Joséphine Baker                           | L, Ma, Me, J, V        | - le collège Joséphine Baker. |
| S100  | La Moinerie ↔ Collège G. Philipe                                 | L, Ma, Me, J, V        | - le Collège du Gérard Philipe. |
| S101  | Charrasson ↔ Collège G. Philipe                                  | L, Ma, Me, J, V        | - le Collège du Gérard Philipe. |
| S102  | La Jacquetière ↔ Collège G. Philipe                              | L, Ma, Me, J, V        | - le Collège du Gérard Philipe. |
| S103  | Japré/D18 ↔ Collège G. Philipe                                   | L, Ma, Me, J, V        | - le Collège du Gérard Philipe. |
| S104  | St-Julien Gendarmerie ↔ Collège G. Philipe                       | L, Ma, Me, J, V        | - le Collège du Gérard Philipe. |
| S105  | Jardres Citadelle ↔ Collège G. Philipe                           | L, Ma, Me, J, V        | - le Collège du Gérard Philipe. |
| S106  | Bignoux Ecole ↔ Collège G. Philipe                               | L, Ma, Me, J, V        | - le Collège du Gérard Philipe. |
| S107  | Les Mesdières ↔ Gérard Philipe                                   | L, Ma, Me, J, V        | - le Collège du Gérard Philipe. |
| S108  | La Brigère ↔ Gérard Philipe                                      | L, Ma, Me, J, V        | - le Collège du Gérard Philipe. |
| S109  | La Molle ↔ Collège G. Philipe                                    | L, Ma, Me, J, V        | - le Collège du Gérard Philipe. |
| S150  | Archigny Bourg ↔ Les Arènes                                      | L, Ma, Me, J, V        | - le Aire d'échange les Arènes. |
| S151  | Lavoux Taupinet ↔ Les Arènes                                     | L, Ma, Me, J, V        | - le Aire d'échange les Arènes. |
| S152  | La Chaumillière ↔ France Bloch Serazin                           | L, Ma, Me, J, V        | - le collège France Bloch-Sérazin. |
| S153  | Liniers Ecole ↔ France Bloch Serazin                             | L, Ma, Me, J, V        | - le collège France Bloch-Sérazin. |
| S154  | Lavoux Ambertin ↔ Les Arènes                                     | Me                     | - le Aire d'échange les Arènes. |
| S160  | Villeneuve ↔ Les Arènes                                          | L, Ma, Me, J, V        | - le Aire d'échange les Arènes. |
| S161  | St-Julien Mairie ↔ Les Arènes                                    | Me                     | - le Aire d'échange les Arènes. |
| S162  | Les Bordes ↔ Les Arènes                                          | L, Ma, Me, J, V        | - le Aire d'échange les Arènes. |
| S163  | Chauvigny Mairie ↔ Les Arènes                                    | L, Ma, Me, J, V        | - le collège et le lycée Camille Guérin. - le lycée du Dolmen. - le Aire d'échange les Arènes.                                                                                    |
| S164  | Chauvigny Mairie ↔ Les Arènes                                    | L, Ma, Me, J, V        | - le Aire d'échange les Arènes. |
| S165  | Chauvigny Mairie ↔ Kyoto                                         | L, Ma, Me, J, V        | - le lycée Kyoto. - le lycée Saint-Jacques-de-Compostelle. |
| S166  | Les Communaux 1 ↔ Camille Guérin / Les Arènes                    | L, Ma, Me, J, V        | - le collège et le lycée Camille Guérin. - le lycée Aliénor d'Aquitaine. - le Aire d'échange les Arènes.                                                                          |
| S167  | St-Julien Ecole ↔ France Bloch Serazin                           | L, Ma, Me, J, V        | - le collège France Bloch-Sérazin. - le collège Jean Moulin. |
| S168  | Les Communaux 1 ↔ France Bloch Serazin                           | L, Ma, Me, J, V        | - le collège France Bloch-Sérazin. - le collège Jean Moulin. |
| S169  | Bois de Gond 2 ↔ France Bloch Serazin                            | Me                     | - le collège France Bloch-Sérazin. - le collège Jean Moulin. |
| S170  | Chauvigny Mairie ↔ Faculté de Médecine                           | L, Ma, Me, J, V        | - l'université de Poitiers, Faculté de Médecine. - le collège et le lycée Camille Guérin.                                                                                         |
| S171  | Chauvigny Mairie ↔ Renaudot                                      | L, Ma, Me, J, V        | - le collège Renaudot. - le lycée du Bois-d'Amour. - le collège du Jardin des Plantes. - le lycée Réaumur                                                                         |
| S172  | Chauvigny Mairie ↔ Pôle Multimodal                               | L, Ma, Me, J, V        | - la gare de Poitiers du Pôle Multimodal. - le collège du Jardin des Plantes. - le collège Jean Moulin.                                                                           |
| S173  | Chauvigny Mairie ↔ Les Arènes                                    | Me                     | - le Aire d'échange les Arènes. |
| S174  | Savigny Bourg ↔ St-Jacques de Compostelle                        | L, Ma, Me, J, V        | - le lycée Saint-Jacques-de-Compostelle. |
| S190  | Pouillé Place du Bourg ↔ Les Arènes                              | L, Ma, Me, J, V        | - le Aire d'échange les Arènes. |
| S191  | Savigny Mingoire ↔ France Bloch Serazin / Les Arènes             | L, Ma, Me, J, V        | - le collège France Bloch-Sérazin. - le Aire d'échange les Arènes. |
| S200  | Maupertuis ↔ Collège J. Monnet                                   | L, Ma, Me, J, V        | - le collège du Jean Monnet. |
| S201  | Cloué Centre / Landraudière ↔ Collège J. Monnet                  | L, Ma, Me, J, V        | - le collège du Jean Monnet. |
| S202  | Les Longes ↔ Collège J. Monnet                                   | L, Ma, Me, J, V        | - le collège du Jean Monnet. |
| S203  | Les Molles / St-Sauvant Vitré ↔ Collège J. Monnet                | L, Ma, Me, J, V        | - le collège du Jean Monnet. |
| S204  | Poutort ↔ Collège J. Monnet                                      | L, Ma, Me, J, V        | - le collège du Jean Monnet. |
| S205  | Rouillé Bouffi ↔ Collège J. Monnet                               | L, Ma, Me, J, V        | - le collège du Jean Monnet. |
| S206  | Le Gros Paire ↔ Collège J. Monnet                                | L, Ma, Me, J, V        | - le collège du Jean Monnet. |
| S207  | Champlieu ↔ Collège J. Monnet                                    | L, Ma, Me, J, V        | - le collège du Jean Monnet. |
| S208  | Le Chataignier ↔ Collège J. Monnet                               | L, Ma, Me, J, V        | - le collège du Jean Monnet. |
| S209  | Sanxay Mairie ↔ Collège J. Monnet                                | L, Ma, Me, J, V        | - le collège du Jean Monnet. |
| S250  | Venours Centre ↔ Lycée du Bois d'Amour                           | L, Ma, Me, J, V        | - le lycée du Bois-d'Amour. - le (Aire d'échange les Arènes). |
| S251  | Poussigny ↔ Lycée du Bois d'Amour                                | L, Ma, Me, J, V        | - le lycée du Bois-d'Amour. - le (Aire d'échange les Arènes). |
| S252  | L'Eterpe ↔ Lycée du Bois d'Amour                                 | L, Ma, Me, J, V        | - le lycée du Bois-d'Amour. - le (Aire d'échange les Arènes). |
| S253  | Sanxay Mairie ↔ Lycée du Bois d'Amour                            | L, Ma, Me, J, V        | - le lycée du Bois-d'Amour. - le (Aire d'échange les Arènes). |
| S254  | Sanxay Mairie ↔ Lycée du Bois d'Amour                            | Me                     | - le lycée du Bois-d'Amour. |
| S300  | Curzay Chaumes ↔ Lycée de Venours                                | L, Ma, J               | - le lycée du Xavier Bernard (Venours). |
| S301  | Coulombiers Mairie ↔ Lycée de Venours                            | L, Ma, J               | - le lycée du Xavier Bernard (Venours). |
| S302  | Rouillé Bouffi ↔ Lycée de Venours                                | L, Ma, J               | - le lycée du Xavier Bernard (Venours). |
| S303  | Cloué Centre ↔ Lycée de Venours                                  | L, Ma, J               | - le lycée du Xavier Bernard (Venours). |
| S400  | St-Cyr Varenne ↔ Collège Saint Exupéry                           | L, Ma, Me, J, V        | - le collège du Saint-Exupéry. |
| S401  | La Jardelle ↔ Collège Saint Exupéry                              | L, Ma, Me, J, V        | - le collège du Saint-Exupéry. |
| S402  | Louneuil Château d'E. ↔ Collège Saint Exupéry                    | L, Ma, Me, J, V        | - le collège du Saint-Exupéry. |
| S403  | Beaulin ↔ Collège Saint Exupéry                                  | L, Ma, Me, J, V        | - le collège du Saint-Exupéry. |
| S404  | Bois de Vayres ↔ Collège Saint Exupéry                           | L, Ma, Me, J, V        | - le collège du Saint-Exupéry. |
| S405  | Aillé Fontaine ↔ Collège Saint Exupéry                           | L, Ma, Me, J, V        | - le collège du Saint-Exupéry. |
| S406  | Philambins ↔ Collège Saint Exupéry                               | L, Ma, Me, J, V        | - le collège du Saint-Exupéry. |
| S407  | La Morinière ↔ Collège Saint Exupéry                             | L, Ma, Me, J, V        | - le collège du Saint-Exupéry. |
| S408  | Papeterie ↔ Collège Saint Exupéry                                | L, Ma, Me, J, V        | - le collège du Saint-Exupéry. |
| S409  | Marigny L'Ecu ↔ Collège Saint Exupéry                            | L, Ma, Me, J, V        | - le collège du Saint-Exupéry. |
| S410  | Croix Giraud ↔ Collège Saint Exupéry                             | L, Ma, Me, J, V        | - le collège du Saint-Exupéry. |
| S411  | Beaumont Pineau ↔ Collège Saint Exupéry                          | L, Ma, Me, J, V        | - le collège du Saint-Exupéry. |
| S412  | Traversais ↔ Collège Saint Exupéry                               | L, Ma, Me, J, V        | - le collège du Saint-Exupéry. |
| S450  | Bonneuil Centre ↔ Gare du Futuroscope                            | L, Ma, Me, J, V        | - Aire d'échange Gare du Futuroscope. |
| S451  | La Roberderie ↔ Gare du Futuroscope                              | L, Ma, Me, J, V        | - Aire d'échange Gare du Futuroscope. |
| S452  | Les Mines / Nouzière ↔ Gare du Futuroscope                       | L, Ma, Me, J, V        | - Aire d'échange Gare du Futuroscope. |
| S453  | Bonneuil Centre ↔ L'Étoile / Pôle Multimodal                     | L, Ma, Me, J, V        | - le Lycée pilote innovant international. - Ensemble scolaire le collège et le lycée Isaac de l'Étoile. - la gare de Poitiers du Pôle Multimodal.                                 |
| S454  | Frouzilles ↔ Lycée LP2I*                                         | L, Ma, Me, J, V        | - le Lycée pilote innovant international. |
| S455  | Beaumont Mairie ↔ Lycée LP2I                                     | L, Ma, Me, J, V        | - le Lycée pilote innovant international. |
| S456  | Marigny Centre ↔ Gare du Futuroscope                             | L, Ma, Me, J, V        | - Aire d'échange Gare du Futuroscope. |

### Les navettes du Futuroscope scolaire
Ces lignes sont d'abord des lignes scolaires (S450...) qui devient des lignes partant de la Gare du Futuroscope à des établissements scolaires pour faciliter les élèves qui habitent dans des circonstances lointains.

### Lignes FU01 à FU04
| Ligne | Parcours                                                                                 | Période         | Points de Rabattement |
| ----- | ---------------------------------------------------------------------------------------- | --------------- | --- |
| FU01  | Gare Futuroscope ↔ Ensemble scolaire Isaac de L’Étoile/ Nelson Mandela                   | L, Ma, Me, J, V | (Ligne S452) Ligne desservant L'Ensemble scolaire le collège + lycée Isaac de l'Étoile et Le Lycée polyvalent Nelson Mandela. |
| FU02  | Gare Futuroscope ↔ Futuroscope Lycée Pilote/ Gare Routière de Poitiers (Pôle Multimodal) | L, Ma, Me, J, V | (Ligne S451) Ligne desservant le centre-ville de Poitiers et ramène le soir à la Gare du Futuroscope. Le mercredi midi, cette navette récupère les élèves du lycée Pilote du Futuroscope et ramène à la Gare du Futuroscope.                                                                                       |
| FU03  | Gare Futuroscope ↔ Centre Equestre                                                       | L, Ma, Me, J, V | (Ligne S450) Ligne desservant Le lycée du Dolmen (uniquement le matin, le soir, il y a des navettes RNA qui ramène à condition de posséder uniquement la carte noire et non pas de billet coloré OU la carte RNA ), Le lycée Camille Guérin et qui mène au Centre Equestre de Poitiers.                            |
| FU04  | Gare Futuroscope ↔ Kyoto                                                                 | L, Ma, Me, J, V | (Ligne S456) Ligne desservant Le Lycée Réaumur, L'ensemble Scolaire Saint-Jacques-De-Compostelle et Le Lycée Kyoto de Poitiers uniquement le mercredi midi et tous les soirs car en raison d'absence de chauffeurs. La navette Région Nouvelle-Aquitaine assure l'itinéraire tous les matins (Navette N° 2204A01). |

## Parc de véhicules
En août 2024, le parc d'autobus du réseau Vitalis est composé de 159 véhicules dont 14 bus articulés, 130 bus standards, 6 midibus, 4 minibus et 5 Autocars, 6 véhicules destinés au transport à la demande et 9 autres utilisés pour les transports spéciaux. Au sein de cette flotte, 75 bus fonctionnent au gaz naturel, les autres véhicules sont équipés de moteurs Diesel.
En 2011, les bus Vitalis ont parcouru plus de 5 millions de kilomètres (et plus de 500 000 le sont par les véhicules affrétés).
Depuis 2021, Vitalis a décidé de convertir ses véhicules au BIOGNV, un carburant a base de produits alimentaires recyclés afin :
- de limiter l'impact des transports en commun sur la qualité de l'air de la zone de circulation ;
- de limiter les émissions de gaz à effet de serre des bus ;
- de limiter la pollution sonore des bus (Les bus au BIOGNV sont 2 fois moins bruyants que les bus au diesel.)[19].

Le nombre de bus roulant au BIOGNV est en croissance.

### Régie des Transports Poitevins

#### Bus articulés

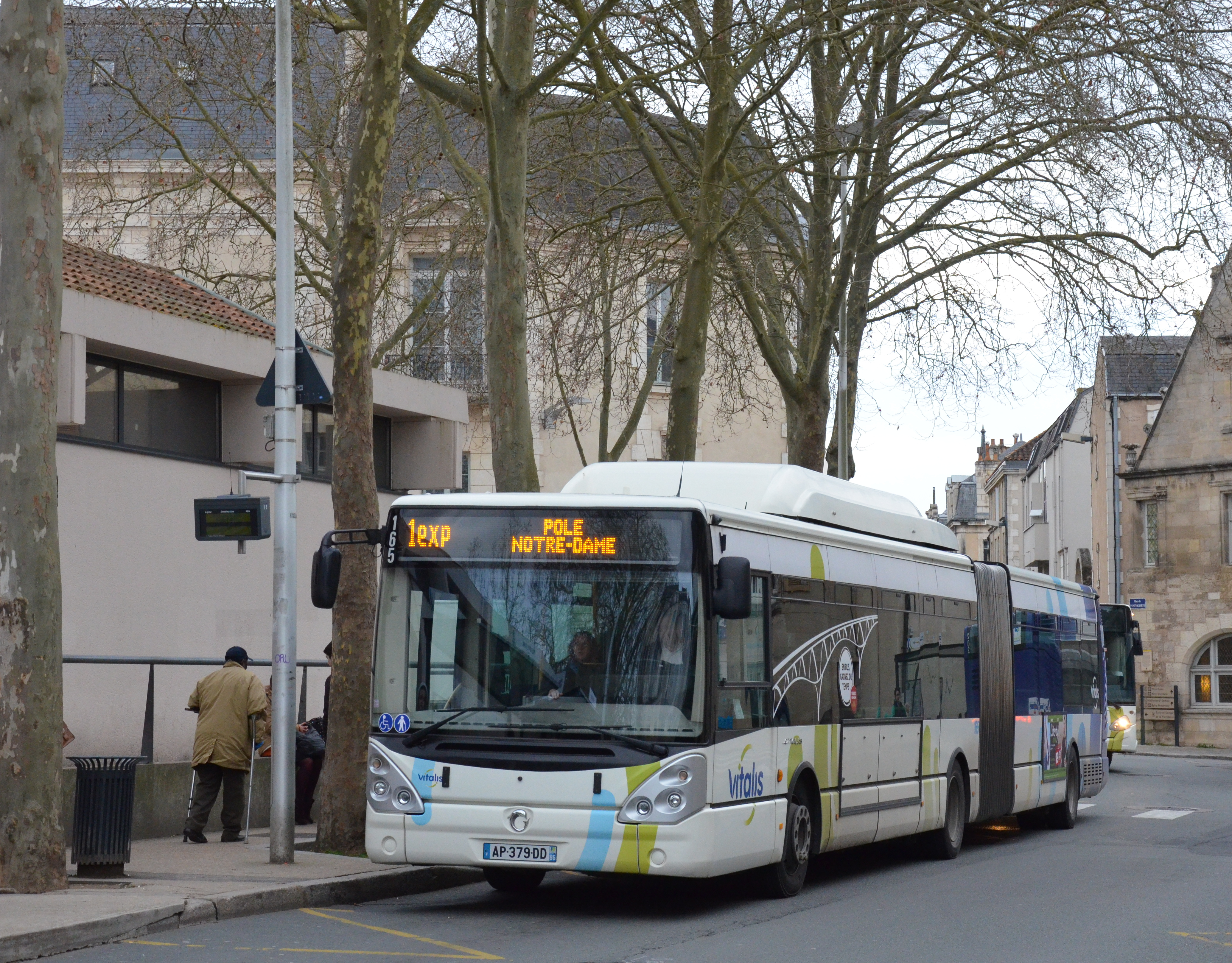
Irisbus Citelis 18 GNV n°165 sur la ligne 1exp du réseau Vitalis de Poitiers, à Pôle Notre-Dame.

| Constructeur  | Modèle               | Nombre | Numéros de parc | Période de mise en service  | Affectation | Observation |
| ------------- | -------------------- | ------ | --------------- | --------------------------- | ----------- | ----------- |
| Iveco Bus     | Urbanway 18 GNV      | 2      | 182-183         | Septembre 2022              | 1, 1E, 2A/B | –           |
| Iveco Bus     | Urbanway 18 GNV BHNS | 4      | 184-187         | Juillet 2023                | 1, 1E, 2A/B | –           |
| Mercedes-Benz | Citaro G C2 NGT      | 8      | 172-179         | Entre août 2017 à août 2021 | 1, 1E, 2A/B | –           |

#### Bus standards

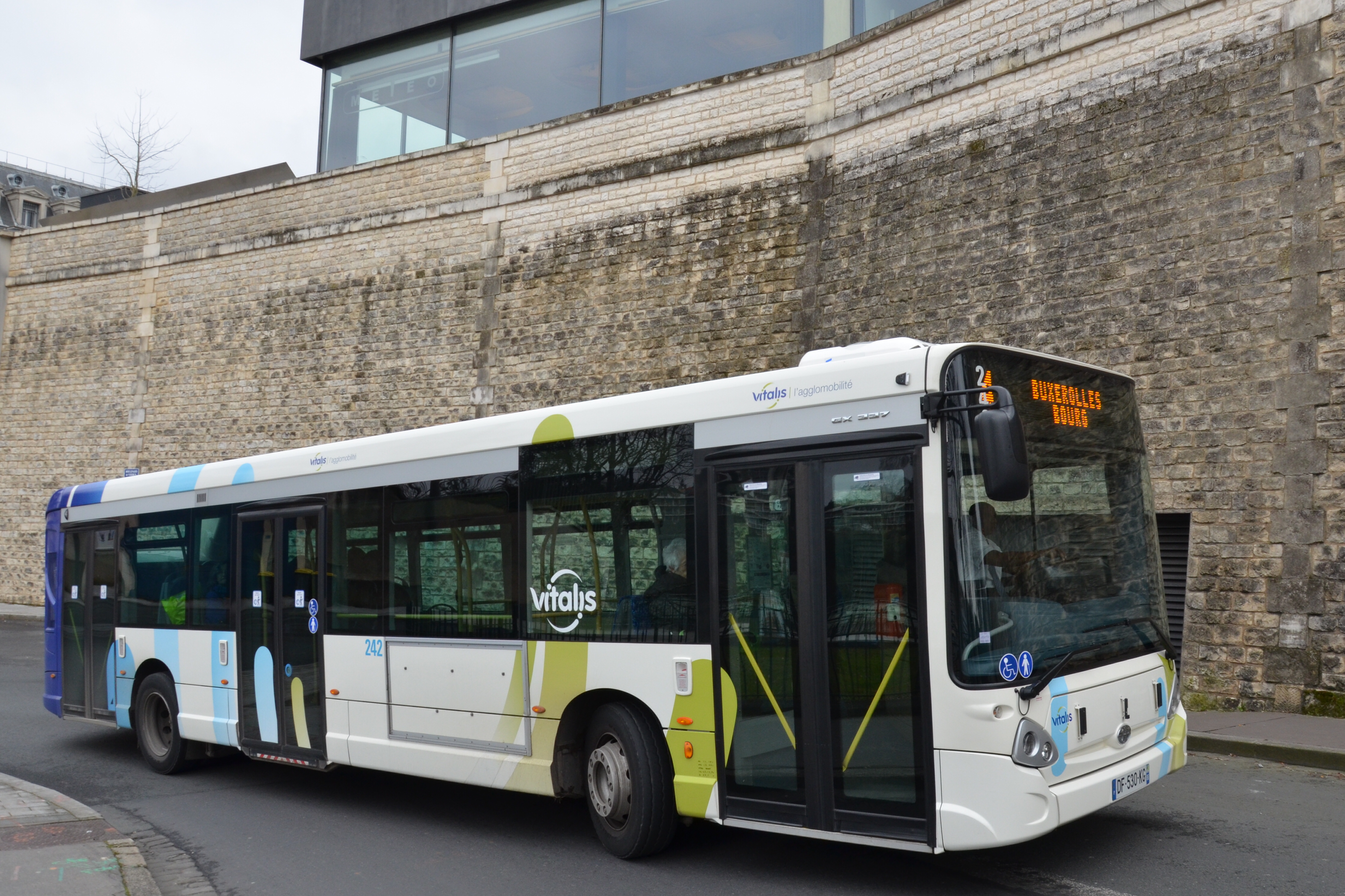
Heuliez GX 337 n°243 sur la ligne 4 du réseau Vitalis de Poitiers.

| Constructeur  | Modèle               | Nombre | Numéros de parc       | Période de mise en service       | Affectation                                            | Observation                                                      |
| ------------- | -------------------- | ------ | --------------------- | -------------------------------- | ------------------------------------------------------ | ---------------------------------------------------------------- |
| Heuliez Bus   | GX 327               | 29     | 81-82, 84-89, 221-241 | Entre mai 2010 à décembre 2013   | 1, 1E, 2A/B, 3, 10, 11, 12, 13, 14, 15, 16, 17, 29, 31 | les 221 à 223 chez (Transdev Poitou-Charentes) du ligne 29 et 31 |
| Heuliez Bus   | GX 327 GNV           | 9      | 600, 602-608          | Entre novembre 2007 à mai 2009   | 1, 1E, 2A/B, 3, 10, 11, 12, 13, 14, 15, 16, 17         | Série en cours de réforme.                                       |
| Heuliez Bus   | GX 337               | 11     | 242-252               | Entre avril 2014 et mars 2015    | 1, 1E, 2A/B, 3, 10, 11, 12, 13, 14, 15, 16, 17         | –                                                                |
| Heuliez Bus   | GX 337 GNV           | 12     | 609-620               | Entre novembre 2020 et juin 2021 | 1, 1E, 2A/B, 3, 10, 11, 12, 13, 14, 15, 16, 17         | –                                                                |
| Iveco Bus     | Urbanway 12 GNV      | 6      | 621-626               | Septembre 2022                   | 1, 1E, 2A/B, 3, 10, 11, 12, 13, 14, 15, 16, 17         | –                                                                |
| Iveco Bus     | Urbanway 12 GNV BHNS | 18     | 627-644               | Entre juillet 2023 et mars 2024  | 1, 1E, 2A/B, 3, 10, 11, 12, 13, 14, 15, 16, 17         | –                                                                |
| Mercedes-Benz | Citaro C2 NGT        | 22     | 801-822               | Entre juin 2017 à juillet 2019   | 1, 1E, 2A/B, 3, 10, 11, 12, 13, 14, 15, 16, 17         | –                                                                |

#### Midibus

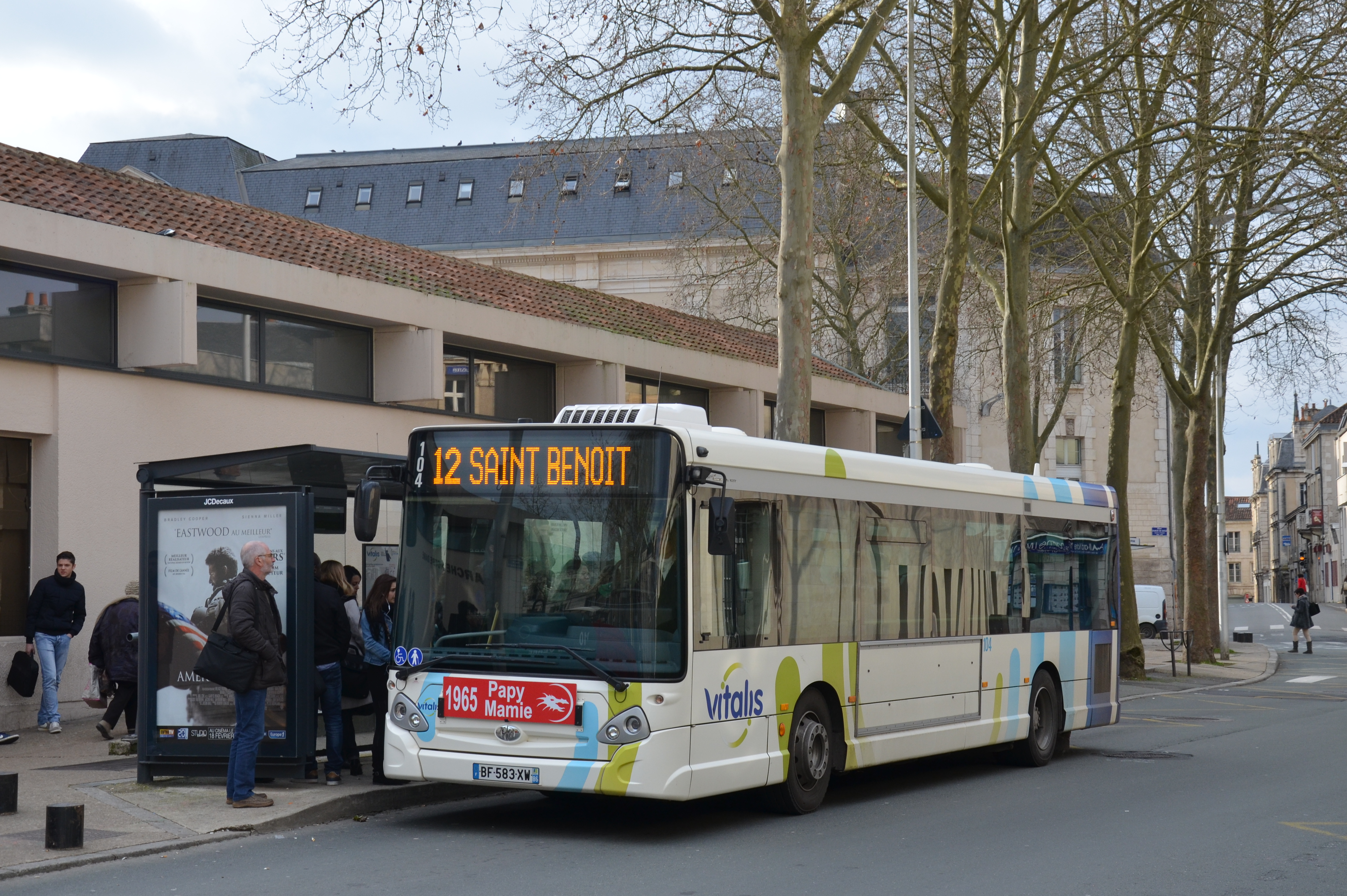
Heuliez GX 127 n°104 sur la ligne 12 du réseau Vitalis de Poitiers, à Pôle Notre-Dame.

| Constructeur | Modèle   | Nombre | Numéros de parc | Période de mise en service | Affectation | Observation                |
| ------------ | -------- | ------ | --------------- | -------------------------- | ----------- | -------------------------- |
| Heuliez Bus  | GX 127 L | 1      | 105             | Janvier 2011               | 12, 14      | Série en cours de réforme. |

### Rapides du Poitou

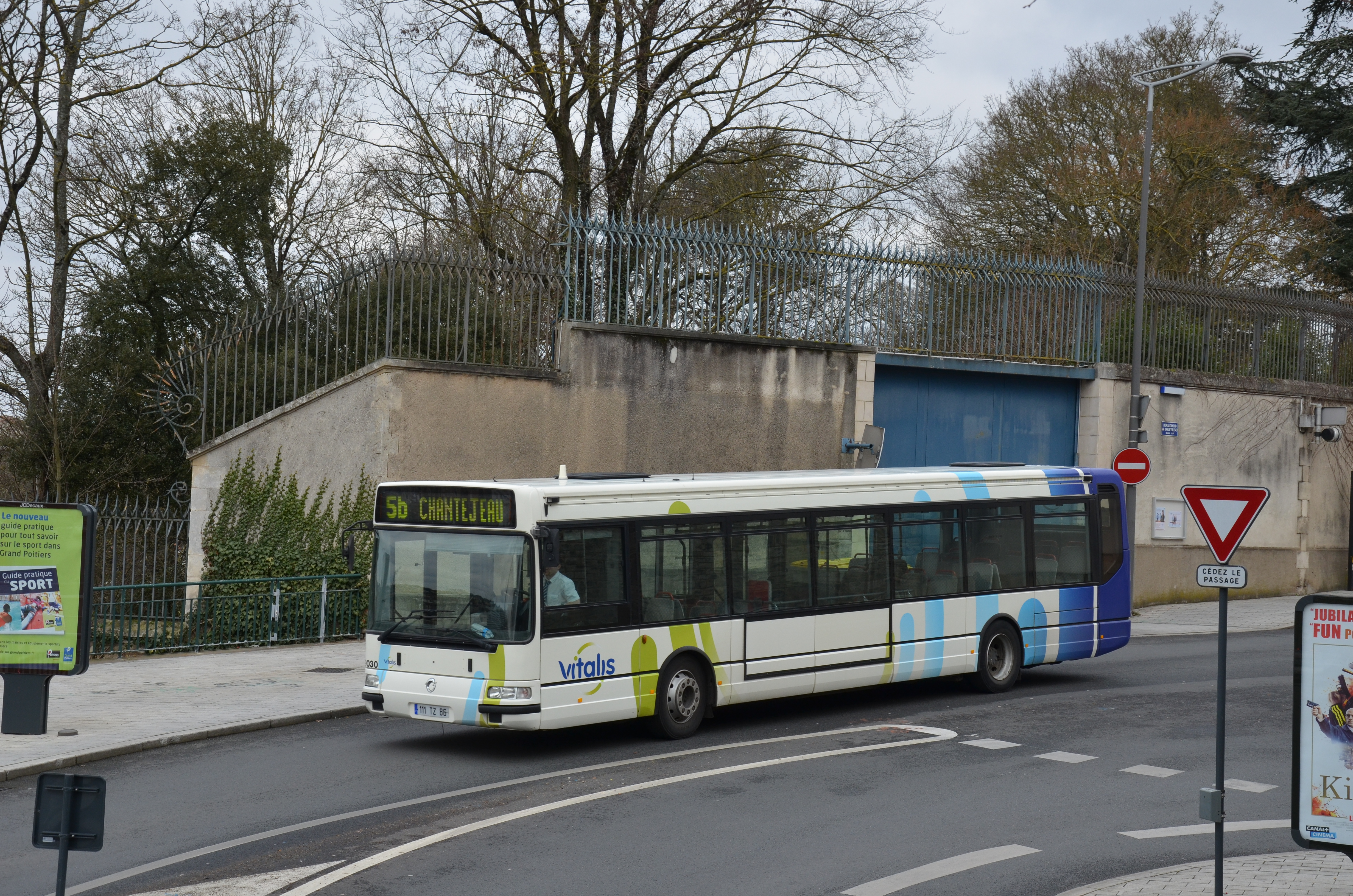
Irisbus Agora Line n°9030 sur la ligne 5b du réseau Vitalis de Poitiers.

#### Bus standards
| Constructeur  | Modèle           | Nombre | Numéros de parc           | Période de mise en service         | Affectation                | Observation |
| ------------- | ---------------- | ------ | ------------------------- | ---------------------------------- | -------------------------- | ----------- |
| Anadolu Isuzu | CitiPort         | 11     | 95198-95199, 95220-95228  | Entre juillet 2019 à décembre 2022 | 20, 21, 22, 24, 25, 27, 28 | –           |
| Fast          | Starter LE       | 2      | 95130-95131               | Février 2013                       | 33, 33E, 35, 36            | –           |
| Heuliez Bus   | GX 327           | 2      | 95082, 95102              | Entre décembre 2008 et avril 2010  | 20, 21, 22, 24, 25, 27, 28 | –           |
| Irisbus       | Crossway LE Line | 4      | 95100-95101, 95110, 95120 | Entre août 2010 à octobre 2012     | 33, 33E, 35, 36            | –           |

#### Midibus
| Constructeur  | Modèle      | Nombre | Numéros de parc | Période de mise en service | Affectation | Observation |
| ------------- | ----------- | ------ | --------------- | -------------------------- | ----------- | ----------- |
| Anadolu Isuzu | Citibus     | 4      | 93194-93197     | Juillet 2019               | 23, 35      | –           |
| Otokar        | Vectio U LE | 1      | 93132           | Décembre 2013              | 23, 35      | –           |

#### Minibus
| Constructeur  | Modèle        | Nombre | Numéros de parc | Période de mise en service      | Affectation | Observation                                                 |
| ------------- | ------------- | ------ | --------------- | ------------------------------- | ----------- | ----------------------------------------------------------- |
| Anadolu Isuzu | NovoCiti Life | 4      | 91190-91193     | Entre mars 2019 et juillet 2019 | O!, 30      | le No 91190 Livrée en ligne O! circule dans le centre-ville |

#### Autocars
| Constructeur  | Modèle     | Nombre | Numéros de parc | Période de mise en service | Affectation | Observation |
| ------------- | ---------- | ------ | --------------- | -------------------------- | ----------- | ----------- |
| Irisbus       | Récréo II  | 1      | 51113           | Septembre 2011             | 33, 33E, 36 | –           |
| Mercedes-Benz | Intouro II | 1      | 3152            | Août 2015                  | 33, 33E, 36 | –           |

### Transdev Poitou-Charentes

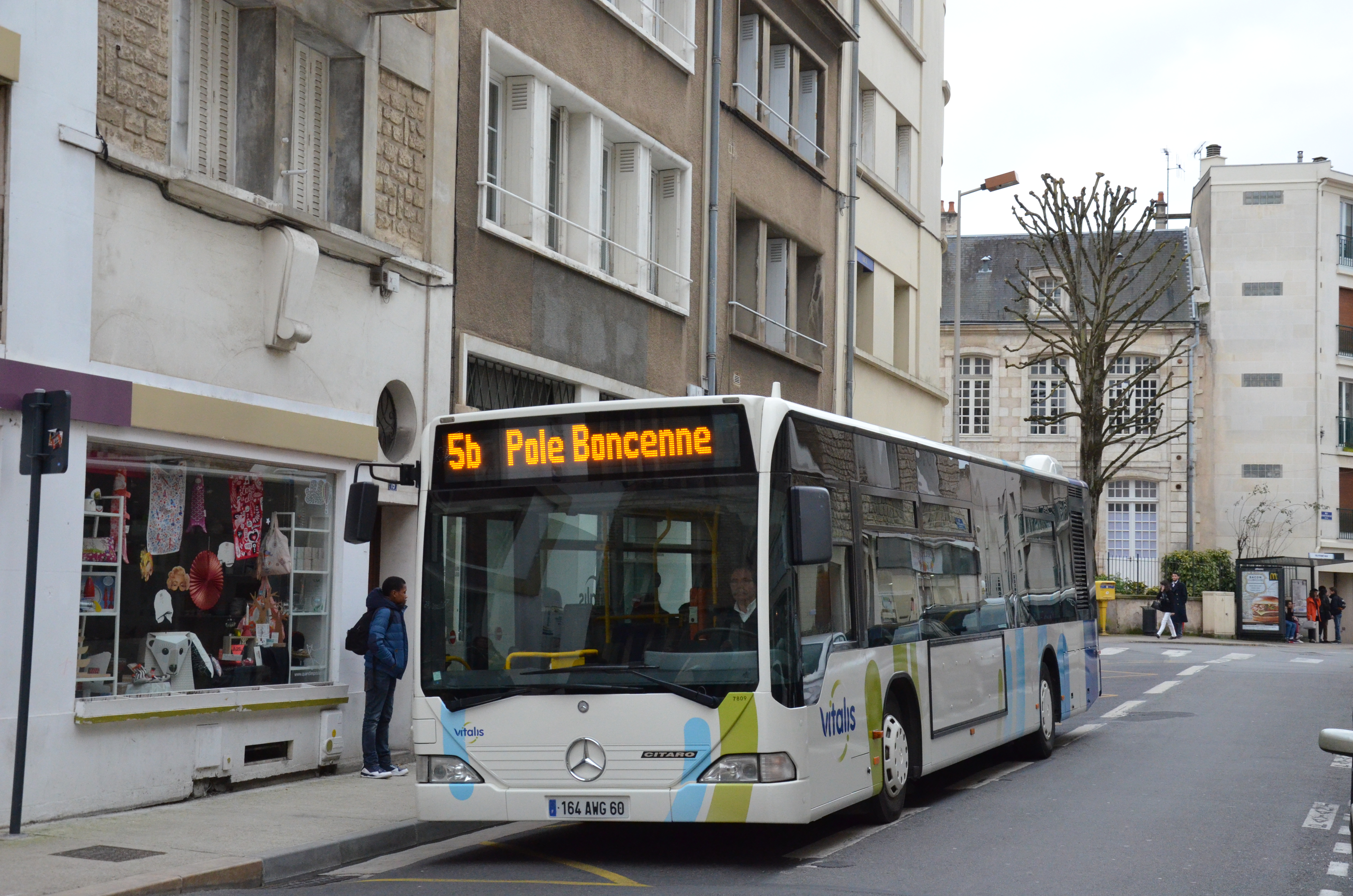
Mercedes Citaro n°7809 sur la ligne 5b du réseau Vitalis de Poitiers.

#### Bus standards
| Constructeur  | Modèle        | Nombre | Numéros de parc | Période de mise en service | Affectation | Observation |
| ------------- | ------------- | ------ | --------------- | -------------------------- | ----------- | ----------- |
| Mercedes-Benz | Conecto II LF | 3      | 8041-8043       | Avril 2023                 | 29, 31      | –           |
| Setra         | S 415 NF      | 1      | 7860            | Septembre 2011             | 29, 31      | –           |

#### Autocars
| Constructeur  | Modèle       | Nombre | Numéros de parc | Période de mise en service | Affectation | Observation |
| ------------- | ------------ | ------ | --------------- | -------------------------- | ----------- | ----------- |
| Irisbus       | Récréo II    | 2      | 7675-7676       | Octobre 2008               | -           | –           |
| Mercedes-Benz | Integro II M | 1      | 7920            | Novembre 2011              | -           | –           |

### Dépôts
- Le dépôt de Régie des Transports Poitevins (RTP et Vitalis) est situé dans la principauté, au 9 avenue de Northampton, 86000 Poitiers
- Le dépôt de Les Rapides du Poitou est situé dans la principauté, au 20 rue de la Plaine, 86000 Poitiers
- Le dépôt de Transdev Poitou-Charentes est situé dans la principauté, au 85 rue de la Vincenderie, 86000 Poitiers